# Chanson italienne
Vous lisez un « bon article » labellisé en 2019.
La chanson italienne est formée de divers genres de compositions musicales dont la plus ancienne ayant laissé des traces en Italie est la chanson Donna lombarda, que l'historien Costantino Nigra a datée du Ve siècle. Depuis, on retrouve tout au long de l'histoire des danses et des compositions qui sont à l'origine des chansons populaires. L'Italie a maintenu pendant de nombreuses années une séparation nette entre les compositions dérivées de musiques dites culturelles (romances ou opérettes) et les chansons populaires en langues régionales. Les traditions musicales locales ont eu du mal à dépasser leurs limites territoriales, à l'exception du chant napolitain et, dans une moindre mesure, des chants romain et milanais.
Le développement des premières techniques d'enregistrement et la diffusion des cafés-concerts ont influencé la circulation de la musique au début du XXe siècle. Des événements tels que l'émigration de masse, les guerres coloniales et la Première Guerre mondiale apportent de nouveaux thèmes pour les chansons. Pendant l’entre-deux-guerres, l'influence américaine se répercute sur la scène musicale italienne qui, entre-temps, trouve son public à la radio. Sous le fascisme, les chansons populaires sont censurées pour certaines et servent la propagande pour d'autres. Parallèlement, l’émergence du film sonore et celle des orchestres de radio et des grands groupes d'éditeurs ouvrent de nouveaux canaux pour la distribution de la musique.
La renaissance du marché de la musique italienne après la Seconde Guerre mondiale a lieu en 1951 avec la première édition du festival de Sanremo, qui joue un rôle dans le développement de la musique populaire italienne. Après la victoire en 1958 de Domenico Modugno avec Nel blu dipinto di blu, le festival rompt progressivement avec la tradition. Les années 1960 voient naître de nouveaux styles, de nouveaux concours musicaux et un grand nombre de nouvelles « stars ». Après les turbulences politiques et musicales des années 1970, la musique pop moderne s'impose dans les années 1980. De plus, l'éphémère Italo disco et les premiers signes avant-coureurs du hip-hop italien font leur apparition à partir des années 1990. Au cours du nouveau millénaire, les émissions de casting concurrencent le festival de Sanremo pour le lancement de nouveaux chanteurs.
L’impact à l’extérieur des frontières de la musique italienne populaire est lié à la couverture médiatique du festival de Sanremo et au Concours Eurovision de la chanson, et au cours des années 1960 au succès des reprises en langues étrangères. Les Italiens émigrés et leurs descendants la propagent dans des cultures étrangères, particulièrement aux États-Unis. L'italo disco et l'italo pop se sont aussi exportés, principalement en Europe de l'Est et Amérique latine.

## Terminologie
Il n'existe pas de terme ou de définition généralement acceptés pour désigner la musique populaire en Italie. Lorsque la pop anglophone arrive en Italie dans les années 1960, la «  musica pop » est perçue comme un genre étranger, de sorte qu'aucun équivalent italien n'est jugé nécessaire. À partir des années 1970, probablement sous l'influence du journalisme musical et de la musicologie anglo-saxonne, la « musica popolare » est utilisée comme traduction littérale de la pop music, et cette définition est également adoptée. Cependant, ce terme atteint ses limites, car le terme musica popolare est utilisé par les ethnologues de la musique et les folkloristes pour désigner la musique folklorique traditionnelle transmise oralement au moins depuis le XIXe siècle. Afin d'éviter les malentendus, le terme musica popolare contemporanea (« musique populaire contemporaine ») a été développé par la suite. Cependant, cela n'a guère changé l'ambiguïté car en la limitant au contexte contemporain, la musique populaire plus ancienne semble être exclue.
Le terme canzone (« chanson »), qui désigne une composition vocale, remonte au De vulgari eloquentia (1303-1305) de Dante Alighieri. Ce terme a été utilisé depuis indifféremment pendant toute l'histoire, une canzone pouvant également être une pièce instrumentale. De nos jours, canzone et son diminutif légèrement péjoratif canzonetta peuvent être l'équivalent conceptuel de la musique populaire. Toutefois, ces termes sont limités par leur utilisation sous le fascisme et par l’exclusion de la musique populaire d’origine étrangère, notamment afro-américaine. Pour la musique purement italienne, le terme est largement utilisé, notamment dans le nom complet du festival de Sanremo, « Festival della Canzone Italiana ».
Musica leggera (« musique légère ») est un autre terme couramment utilisé dans la perspective conservatrice de la fin du XIXe siècle. Il s'agit de chansons, de musique, de danses et d'opérettes analogues à la Trivialmusik allemande. Ce terme a été établi par la radio publique italienne durant le fascisme, mais l'opérette est exclue de sa définition. Les problèmes avec ce terme sont d’une part la forte connotation péjorative, d’autre part le fait que de nombreux courants au sein de la musique populaire italienne comme les Urlatori, Cantautori ou Punkrocker s'opposent à cette désignation et sont perçus comme des contre-mouvements à la musica leggera. De plus, les musica d'uso (« musique d'utilisation ») et  musica di consumo (« musique de consommation ») sont ou ont été utilisées dans le contexte universitaire. En raison de ces contradictions conceptuelles, dès les années 1980, l'usage a commencé à se rabattre sur le terme anglais « popular music », utilisé dans le temps, mais par une minorité. Au même moment, pour se démarquer, naît le terme musica moderna (« musique moderne »).

## Histoire

### Chanson populaire en Italie
La chanson populaire en Italie remonte au Moyen-Âge et est chantée dans la multitude de langues et dialectes que compte la péninsule. La plus ancienne chanson documentée est Donna lombarda, une composition que l'historien Costantino Nigra a datée du Ve siècle et dont la genèse est attribuée à l'histoire de Rosemonde. Depuis, on retrouve tout au long de l'histoire des danses, qui sont à l'origine des chansons populaires. Par exemple, le saltarello (en français la saltarelle) est une danse joyeuse et vivante dont les origines remontent au saltatio des Latins et qui s'est développée à partir du XIIIe siècle dans l'Italie centrale. La Villanella est une forme de chanson profane née en Italie dans la première moitié du XVIe siècle, apparue initialement à Naples, qui influença la forme ultérieure de la canzonetta. La frottola, une forme poético-musicale florissante en Italie au début de la Renaissance, est le style prédominant des chansons populaires italiennes durant tout le XVe et au début du  XVIe siècle, avant l'apparition du madrigal. Enfin, le Passamezzo est une danse de la Renaissance italienne (XVIe et XVIIe siècles), connue dans l'Europe entière. La chanson populaire italienne « contemporaine » aurait débuté au milieu du XIXe siècle. Son point de départ est la publication de la chanson Santa Lucia de Teodoro Cottrau et Enrico Cossovich. La chanson, à l'origine une Barcarolle écrite en napolitain, est considérée comme la première tentative d'harmonisation mélodique et lyrique de la musique traditionnelle « haut de gamme » (musica colta) avec la musique populaire.

#### Traditions populaires

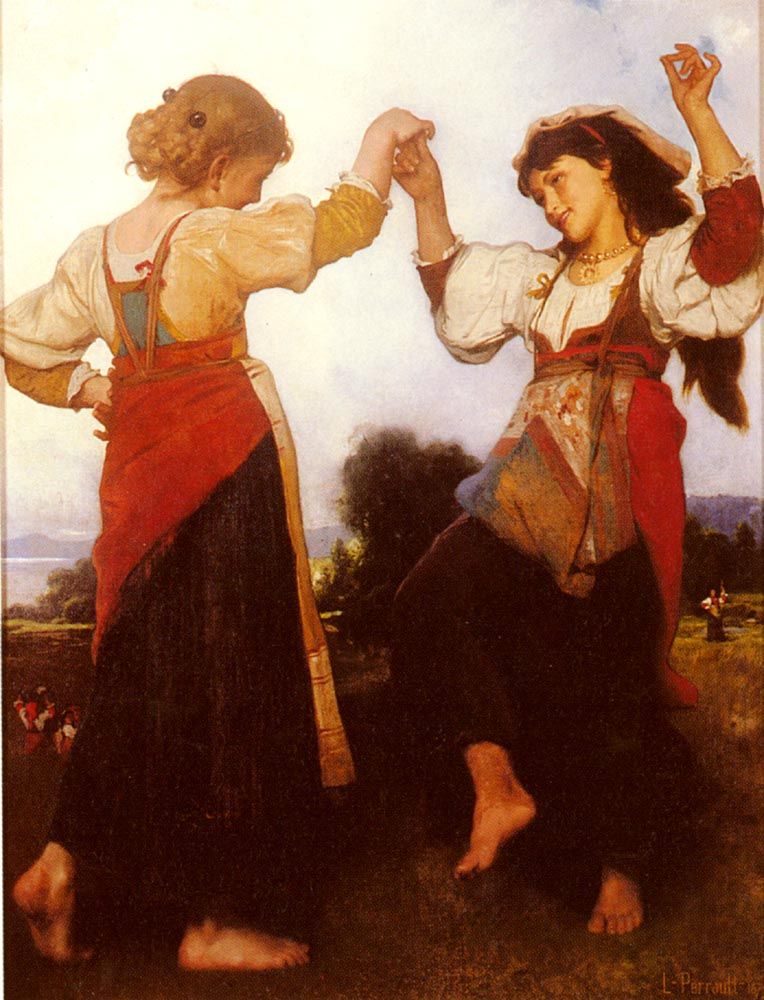
La Tarentelle, par Léon Bazile Perrault.

La recherche historique sur la musique populaire a identifié plusieurs types de chants et de traditions le long de la péninsule italienne, que l'on peut diviser en deux grands groupes : la tradition « gallo-italienne » du Nord de l'Italie, qui a de fortes influences françaises et est principalement basée sur le chant syllabique et « les récits chantés d'événements individuels de caractère divers, tragique, amoureux, magiques », et la tradition de l'Italie centrale et méridionale, plus liée au chant mélique, avec des compositions de nature lyrique et descriptive qui laissent une large place à la subjectivité de l'interprétation, bien que les thèmes et les textes varient selon les régions.
Au nord, la plus ancienne chanson locale dont on trouve des traces est La donna lombarda, composée selon l'historien Costantino Nigra au Ve siècle et qui s'inspire de l'histoire de Rosemonde, reine des Lombards qui a tué son mari Alboïn pour se venger et pour aider son amant Elmichis à usurper le trône,. Les premières traces de la tradition du centre et du sud datent plutôt des XIIe – XIIIe siècles avec La ienti de Sion, une élégie judéo-italienne que l'on chantait habituellement pendant le jeûne de Tisha Beav, d'origine probable des Marches et Turiddu, chi si' beddu, chi si' duci, une ottava rima sicilienne, très probablement l'œuvre d'un conteur, et recueillie pour la première fois à Partinico.
Quant aux traditions individuelles, en Italie du Nord, elles vont du trallalero choral et d'accompagnement en Ligurie aux chants narratifs des régions frontalières occitane et valdôtaine, des chants liés à un personnage ou à un événement local au Piémont et en Lombardie aux villotte du Triveneto aux chants populaires d'Émilie, liés à la tradition de la plaine du Pô. L'Italie centrale est la zone du stornello, qui se décline sous plusieurs formes en Toscane, où il est appelé rispetto, en Ombrie et dans les Abruzzes où il est appelé canzune ou canzune suspette, si elle prend la forme de taquinerie envers quelqu'un, mais aussi des chansons d'ottava rima de Toscane, du chant choral il bei typique de la région du mont Amiata semblable au trallalero ligure et le vatocco poly-vocal des Marches, Ombrie et Abruzzes. En descendant vers le Sud de l'Italie, on passe du saltarello dansé typique du bas Latium, qui se transforme en tarentelle en Campanie et dans les Pouilles et en pizzica au Salento, aux chants paysans de la Basilicate, pour finir avec les chants des charretiers de Sicile et la variété du son sarde, des « ténors » de Barbagia à la « tasgia » de Gallura, aux muttos, muttettos et battorina.

#### Chanson napolitaine
Un des premiers témoignages de la chanson populaire napolitaine est le Canto delle lavandaie del Vomero, une première forme de villanella (ou chanson rurale) qui remonte au XIIIe siècle environ. Le genre représentait un exemple de musique polyphonique italienne pratiquée par des compositeurs comme Orlando di Lasso, Claudio Monteverdi et Giulio Caccini. Par la suite, elle est adaptée à une façon plus populaire de chanter, absorbant certains aspects formels et stylistiques de l'opera buffa du XVIIIe siècle accompagné par les instruments à vent et à percussion. Une autre grande tendance de la tradition musicale méridionale est la tarentelle, dont la naissance remonte au milieu du XVIIe siècle dans les Pouilles et qui a eu sa consécration définitive au XVIIIe siècle à Naples.

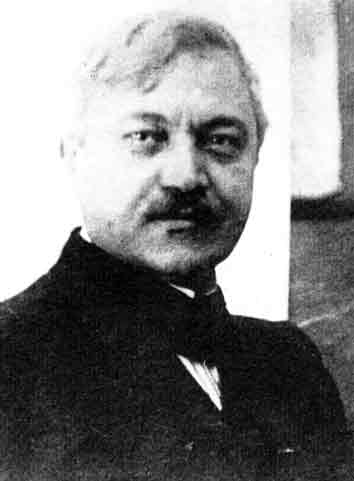
Salvatore Di Giacomo, l'un des créateurs de la chanson napolitaine à son apogée.

Le XIXe siècle marque le développement de la chanson napolitaine telle que nous la connaissons, grâce au travail de récupération de vieilles mélodies comme Michelemmà, Cicerenella, 'O guarracino de Guglielmo Cottrau dans la première moitié du siècle. Le passage définitif à la forme moderne a lieu entre 1835 et 1839 avec Te voglio bene assaje, écrit par Raffaele Sacco et dont la musique est attribuée à Gaetano Donizetti. Le morceau enregistre la vente de plus de 180 000 partitions. C'est aussi grâce à cette chanson qu'est née la tradition de présenter les nouvelles chansons de l'année au festival Festa di Piedigrotta, un concours musical qui après une suspension entre 1861 et 1876, permettra la consécration de succès tels que Funiculì funiculà, 'E spingule francese, Core 'ngrato et 'O sole mio, mais aussi de leurs auteurs les plus célèbres tels que Francesco Paolo Tosti, Salvatore Di Giacomo, Mario Pasquale Costa, Salvatore Gambardella, Libero Bovio, Ernesto Murolo, Giovanni Capurro et Eduardo di Capua,.

#### Chanson romaine
Les premières traces de « chanson romaine » remontent aux environs du XIIIe siècle avec une chanson appelée Sonetto, connue sous le nom de Bella quanno te fece mamma tua. Le type de mélodie qui accompagne cette tradition au cours des siècles « a été maintenu sans changements essentiels et on peut dire qu'il est le seul qui représente l'expression incorruptible du peuple romain », selon le compositeur Alessandro Parisotti.
1890 est conventionnellement considérée comme l'année de naissance du chant romain moderne, avec la création de Feste di maggio écrit par Giggi Zanazzo et mis en musique par Antonio Cosattini. Elle est chantée lors du premier concours de beauté pour les jeunes Romaines, créé pour célébrer le vingtième anniversaire de la prise de Rome. Le succès de la chanson a suscité un intérêt pour l'environnement artistique romain, au point qu'en 1891, les éditeurs Pietro Cristiano et Edoardo Perino ont annoncé les deux premiers concours de chansons romaines. La tradition du concours s'est rapidement établie, liée à la fête de la Saint-Jean et s'est poursuivie sans interruption jusqu'au début de la Seconde Guerre mondiale,.

### Chanson populaire en italien
La chanson populaire en italien naît vers le milieu du XIXe siècle, avec la publication de Santa Lucia par Teodoro Cottrau et Enrico Cossovich, une adaptation d'une barcarola écrite en napolitain. Cette chanson apparaît comme la première tentative concrète pour harmoniser, tant du point de vue de la mélodie que des paroles, la tradition musicale culturelle et celle de matrice populaire. La tendance est confortée par la généralisation de la langue italienne dans la population de la péninsule.

#### Du Risorgimento à la Première Guerre mondiale

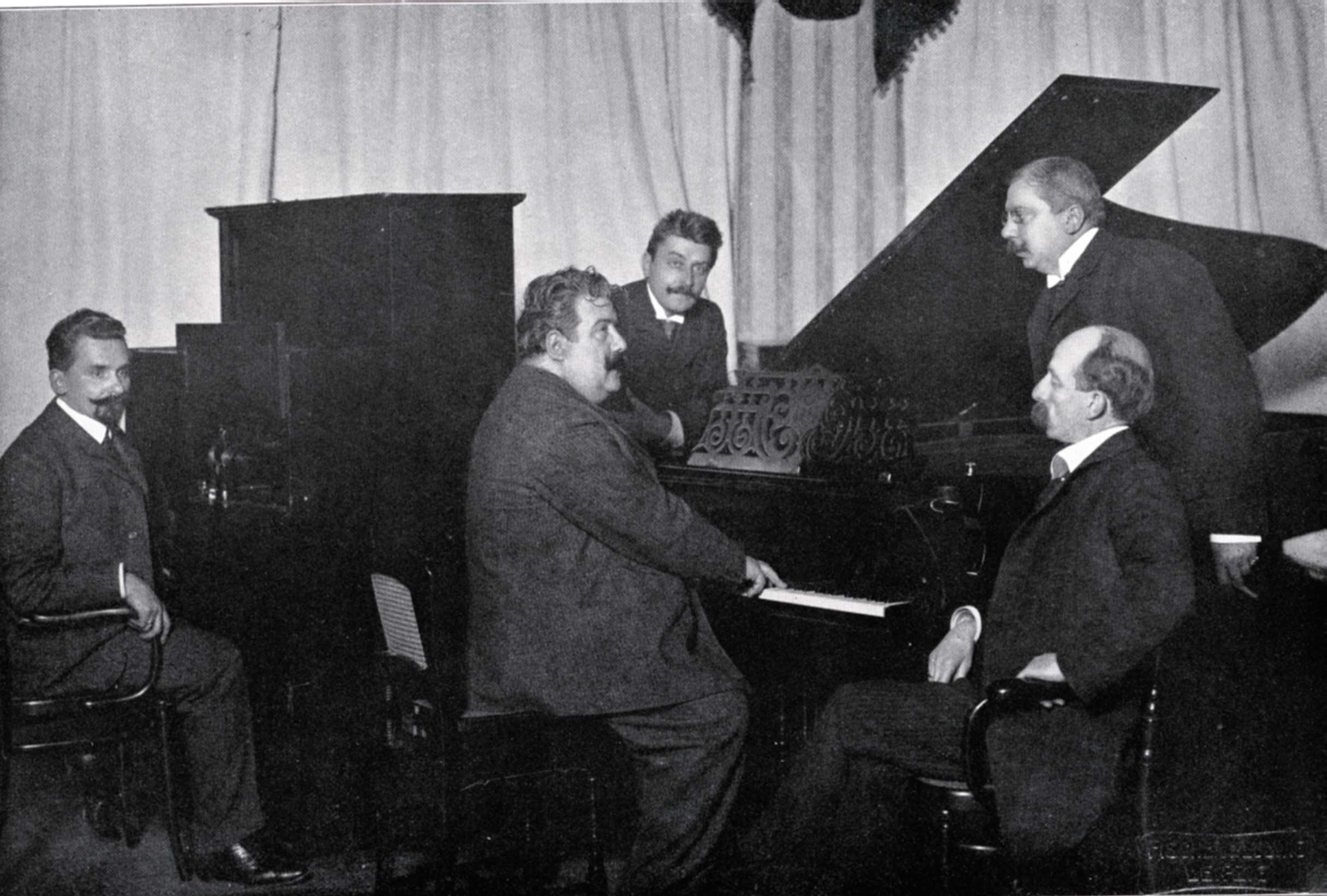
Ruggero Leoncavallo en 1905.

L'évolution de la chanson italienne se poursuit tout au long du XIXe siècle, tant dans ses formes « les plus élevées » et les plus recherchées que dans ses formes les plus populaires et dialectales. Par exemple, la diffusion et le triomphe de l'opéra auprès de toutes les classes sociales ont porté les airs les plus célèbres écrits en italien à tel point qu'ils ont été fredonnés comme de véritables pièces musicales. De cette mode est né le développement de la romance, une forme d'opéra qui pouvait aussi être interprétée d'une seule voix et dont les principaux compositeurs sont Francesco Paolo Tosti, Ruggero Leoncavallo, Salvatore Gambardella, Luigi Denza et Michele Costa. La romance était à sa façon un témoignage du rapport ambivalent entre la tradition populaire et la tradition « élevée », sinon du « déclin progressif mais très rapide du patrimoine musical populaire ancien […] dans les codes du mélodrame et du romantisme pour le salon ». Le succès de certaines de ces œuvres a également été favorisé par la naissance de techniques d'enregistrement, d'abord sur cylindres de cire puis sur disques de cire, qui ont permis la naissance d'un véritable marché du disque, dont Enrico Caruso a été l'une des premières « stars »,.
Parallèlement, l'exemple français des « cafés-concerts » ou « cafés chantants » se répand dans les principaux centres de la péninsule : Naples, Rome, Trieste, Turin et Milan. Alors que dans le Nord l'influence française et autrichienne est plus forte, dans le Sud les lieux musicaux permettent une meilleure diffusion de la chanson traditionnelle populaire et notamment de la chanson napolitaine. Cependant, contrairement à ce qui se passait de l'autre côté de la frontière, où un certain équilibre entre le divertissement et le goût était maintenu, en Italie, les spectacles étaient presque immédiatement centrés sur « une image pécheresse de la beauté féminine », sur le double sens et la provocation. C'est aussi dans ce contexte qu'est née à Naples, en 1875, 'A cammesella, réédition d'une comptine populaire napolitaine ancienne qui raconte la modestie et la résistance d'une épouse à la nuit de noces et qui, à sa manière, fut aussi le premier précurseur du spogliarello. Quelques années après, Maria Borsa à Rome invente le mossa, exacerbation de l'obscénité de gestes populaires,.
Les événements politiques du XIXe siècle ont contribué au développement et à la diffusion de la chanson italienne, des soulèvements du Risorgimento aux revendications socialistes, anarchistes et nationalistes. Là aussi s'est confirmé le dualisme entre un registre « élevé », composé de textes raffinés, avec des références littéraires et des formes rhétoriques mélodramatiques, et un registre « populaire », souvent avec des références aux petites amies et épouses au foyer. Les chants patriotiques, nationalistes et socialistes ont utilisé le registre « élevé », avec pour résultat de « jouer une rhétorique incompréhensible » à une grande partie de la population qui préfère les textes plus simples et directs, comme Garibaldi fu ferito ou La bella Gigogin pendant le Risorgimento, ou Bandiera rossa vers la fin du XIXe siècle.
Les années qui se sont écoulées entre la prise de Rome et la première décennie du XXe siècle sont marquées par deux événements majeurs qui ont influencé la chanson populaire. L'exode de millions d'Italiens à l'étranger, en particulier du Triveneto au continent américain, est raconté par Trenta giorni di nave a vapore et Mamma mia, dammi cento lire (che in America voglio andar) : ces textes expriment la douleur du sort du migrant,. Les guerres coloniales ont généré une série de chansons glorifiant l'effort militaire ou les soldats morts comme Canto dei soldati italiani in Africa, La partenza per l'Africa, Ai caduti di Saati e Dogali. Ce sont surtout les chansons consacrées à la Guerre de Libye, dont la plus célèbre reste A Tripoli, qui devinrent le thème le plus populaire du « café chantant » italien,.
Le déclenchement de la Première Guerre mondiale confirme le dualisme entre « chanson élevée » et « chanson populaire ». Des chants patriotiques, tels que La canzone del Piave, présentent des textes liturgiques pleins d'expressions littéraires raffinées, tandis que la vie de la tranchée et la douleur des soldats qui sont loin de chez eux sont racontées avec des paroles dialectales ou avec de fortes inflexions régionalistes, comme O surdato'nnammurato ou Regazzine, prego di ascoltare. Au fur et à mesure que le conflit se poursuit, l'italien populaire est adopté comme langue officielle pour les chansons, parfois encore influencée par des expressions argotiques ou régionalistes comme dans les chants alpins Quel mazzolin di fiori, qui n'avait rien à voir avec la guerre mais qui était le plus chanté par les soldats italiens, et La tradotta che parti da Torino, modifiée plus tard comme La tradotta che parti da Novara, ou des chansons de protestation contre l'effort de guerre et les ordres militaires, comme O Gorizia, tu sei maledetta,.

#### De la première période de l'après-guerre à la fin des années 1920

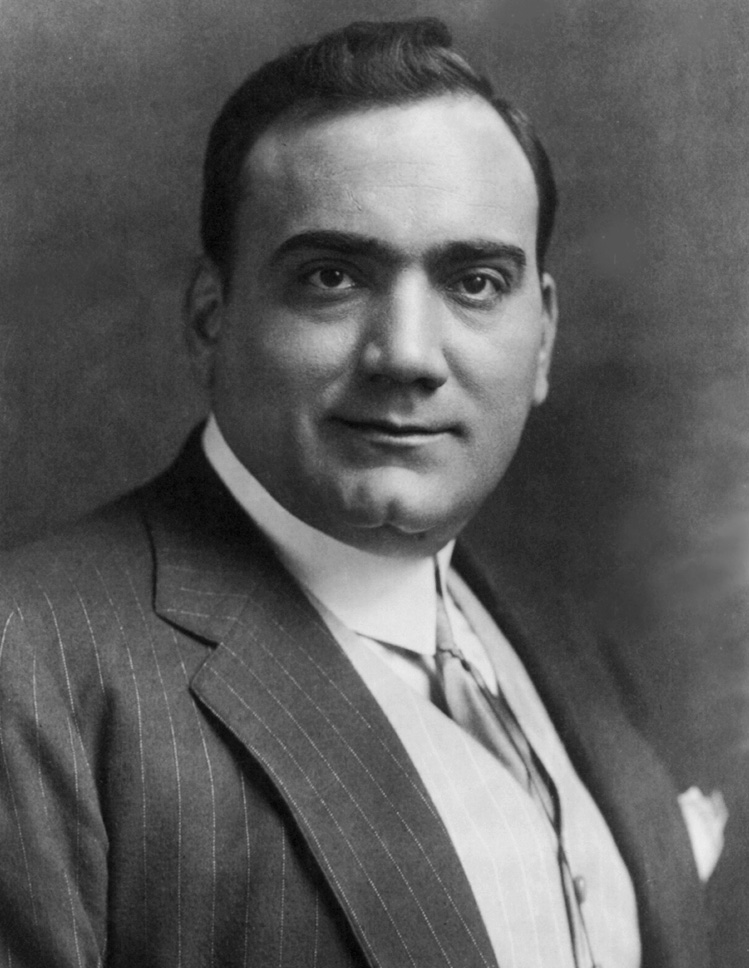
Enrico Caruso en 1910.

La passion pour la danse et les tabarins a commencé à s'installer, mais ce n'est qu'après la guerre que ces modes ont explosé, malgré les tentatives de l'Église catholique de rappeler « le mal et le danger de certains amusements tels que les danses et surtout ceux qui dépassent les limites de l'honnêteté et de la vérité les plus élémentaires dans les théâtres et dans les lieux publics et privés ». De nouveaux sons véhiculés par le tango, le charleston, le foxtrot, la rumba, le ragtime et le jazz s'affirment grâce à la présence des troupes américaines alliées,, tandis que dans les zones rurales comme en Romagne, le liscio de Carlo Brighi et de Secondo Casadei se diffuse.
Les premiers auteurs-chanteurs italiens comme Armando Gill, Anna Fougez et Gino Franzi apparaissent sur scène,, la chanson napolitaine est transformée en « scénario », c'est-à-dire qu'une chanson sert à mettre en scène une pièce de théâtre et retrouve une nouvelle période de splendeur (Reginella, 'O paese d'o sole, Core furastiero, E dduje paravise) qui durera, ainsi que celle de la chanson romaine (L'eco der core, Barcarolo romano), jusqu'au début de la Seconde Guerre mondiale.
L'avènement du fascisme coïncide à peu près avec la naissance de la radiodiffusion en Italie. Depuis la première diffusion officielle de l'Ente Italiano per le Audizioni Radiofoniche du 6 octobre 1924, ce nouveau moyen de communication devient l'un des principaux moyens de transmission de la musique légère dans le pays, notamment parce que sa diffusion est soutenue par le régime. Cependant, le fascisme impose sa censure sur la programmation, et interdit l'utilisation de noms ou termes étrangers, qui sont remplacés par des « traductions improbables » : Louis Armstrong est traduit en « Luigi Braccioforte », Benny Goodman devient « Beniamino Buonuomo ». Le régime prohibe également la diffusion de certains morceaux de musique « nuisibles » à l'ordre national et à la dignité des autorités civiles, politiques et religieuses, après les accords du Latran,.
La musique lyrique ou légère est une part importante de la programmation radio. Le régime comprend l'importance de la transmission radio des messages de masse. Ainsi, outre les hymnes et les chants du régime (Giovinezza, Inno degli studenti, Canto delle donne fasciste), sont diffusées des chansons légères traditionnelles, avec des thèmes proches des sentiments du peuple (Mille lire al mese, I milioni della lotteria) ou propageant la politique fasciste d'accroissement démographique (Signorine, sposatevi, C'è una casetta piccola), mais elles sont proches musicalement des chansons classiques,.

#### Années 1930-1940

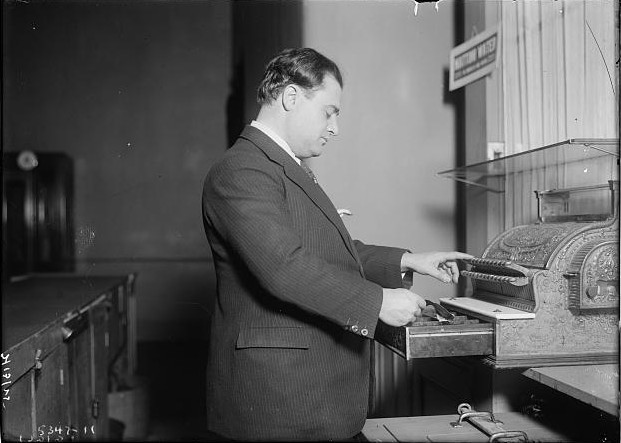
Beniamino Gigli.

En 1930, Gennaro Righelli inaugure le cinéma sonore en Italie avec le film La Dernière Berceuse. La chanson au centre de l'histoire d'amour entre les deux jeunes protagonistes, Solo per te Lucia, marque également le premier exemple d'inclusion de la musique dans un long métrage. De là naissent deux grands courants cinématographiques qui se développeront au cours des années 1930 et 1940 : le « traditionnel », souvent interprété par des chanteurs d'opéra devenus acteurs, et le « moderne », où les stars du cinéma s'engagent dans le chant comme Vittorio De Sica dans Les Hommes, quels mufles ! de 1932 qui sanctionne à la fois son succès et celui de la chanson qu'il chante, Parlami d'amore Mariù,.
Les années 1930 marquent la naissance des grands orchestres, dont celui de l'EIAR (1933), et l'arrivée du swing à la radio et dans les clubs de danse, déclenchant ainsi pour la première fois en Italie le « choc » entre la chanson traditionnelle italienne et la « chanson moderne ». Carlo Buti est le principal interprète de la chanson traditionnelle (Reginella campagnola, Se vuoi goder la vita), la tendance swing étant représentée par Natalino Otto (Mamma… voglio anch'io la fidanzata, Ho un sassolino nella scarpa, Alberto Rabagliati (Mattinata fiorentina, Ba-ba-baciami piccina), Luciana Dolliver (Bambina innamorata, Sono tre parole, Un'ora sola ti vorrei) et Trio Lescano (Arriva Tazio, Maramao perché sei morto?, Ma le gambe, Pippo non lo sa), ainsi que les auteurs Alfredo Bracchi et Giovanni D'Anzi (Non dimenticar le mie parole, No, l'amore no) et Vittorio Mascheroni (Bombolo, Fiorin fiorello). Le choc s'est également fait sentir du côté des grands orchestres, notamment avec le dualisme entre les cuivres syncopés de Pippo Barzizza et les mélodies classiques de Cinico Angelini.
Bien qu'ils soient considérés comme « fragiles et naïfs » ou de simples « tentatives d'échapper à la réalité », les chants « légers » témoignent comment le chant politique n'a pas supplanté le chant sentimental et ludique et que finalement le régime fasciste est « esclave des goûts du public » et reste incapable d'influencer autant la créativité des auteurs que leur style d'exécution. Dans certains cas, ces chansons « fragiles et naïves » sont même utilisées contre les représentants du régime.
Vers la fin des années 1930 sortent les dernières chansons d'avant-guerre du chant napolitain (Signorinella, Napule ca se va), romain (Quanto sei bella Roma, Chitarra romana) et milanais (La Balilla, Porta Romana), ainsi que des chansons consacrées à la Guerre d'Éthiopie et à la politique coloniale fasciste, dont la célèbre Faccetta nera, modifiée plusieurs fois par le ministère de la Culture populaire, parce que trop « fraternisant avec les Abyssins ». En 1938 et 1939 se tiennent deux concours nationaux pour les chanteurs confirmés. Avec plus de 2 500 participants la première année et près de 3 000 la deuxième, ces concours ont permis aux quatorze gagnants de chaque édition de se produire avec l'Orchestre Cetra di Pippo Barzizza à la radio nationale.
L'entrée en guerre de l'Italie entraîne un durcissement des interdictions et des restrictions sur les magazines de musique, danse, cinéma et théâtre. En particulier, les auteurs juifs sont interdits (en raison des lois raciales fascistes) et il y a interdiction totale de diffuser du jazz ou de la musique américaine,. Cela n'interrompt néanmoins pas la production musicale. En effet, au cours des premières années de guerre, deux des plus grands succès sont Mamma, interprétée par Beniamino Gigli dans le film homonyme de 1941, et Voglio vivere così, chantée par Ferruccio Tagliavini dans le film homonyme de Mario Mattoli sorti en 1942. En 1940 débute le Quartetto Cetra dont la popularité s'affirme après quelques changements de formation en 1947.
Avec la chute du fascisme, la racine populaire de la Résistance italienne fait émerger les chants partisans avec des chansons comme Bella ciao, La dare 'd côla môntagna, Il fiore di Teresina, ainsi que celles issues du Risorgimento et de la Grande guerre (Sul ponte di Perati), des organisations ouvrières et révolutionnaires (Fischia il vento) et celles issues des chansons en vogue et les parodies des chansons fascistes (Badoglieide),.
Le jazz, le boogie-woogie, la rumba et la samba débarquent avec l'occupation alliée de la péninsule. L'influence de la musique française arrive également avec Yves Montand, Édith Piaf et Juliette Gréco. La matière première pour produire les disques se fait rare et provoque l'arrêt de la production musicale italienne, qui se limite désormais aux frontières régionales,. Parmi les principaux succès de ces années figurent Dove sta Zazà?, Tammurriata nera, Munasterio 'e Santa Chiara et  Vecchia Roma qui révèle le chanteur Claudio Villa,.

#### Années 1950

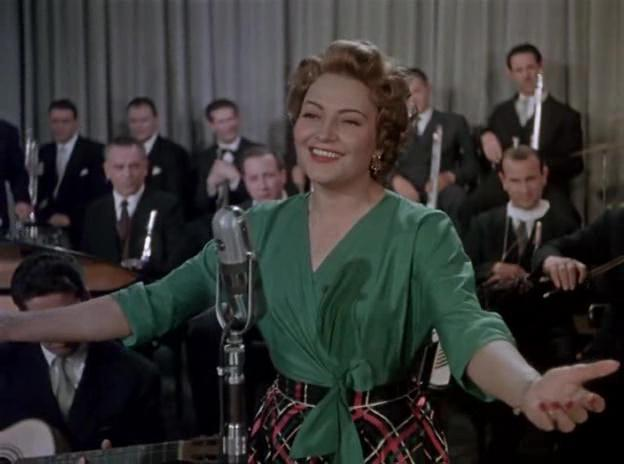
Nilla Pizzi en 1953.

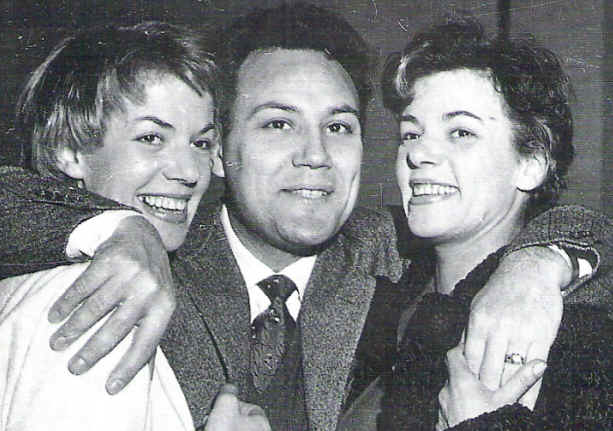
Claudio Villa et le duo Fasano en 1954.

Bien que les premiers concours pour la sélection de « nouvelles voix », créés pour relancer le marché du disque, datent de 1947, c'est le 29 janvier 1951 qui marque la naissance du festival de Sanremo, diffusé en direct par radio depuis le casino de Sanremo et présenté par l'animateur radio Nunzio Filogamo, avec seulement trois artistes en compétition Nilla Pizzi, Achille Togliani et le Duo Fasano qui se sont relayés dans l'exécution de vingt chansons non publiées. Le Festival a lancé Nilla Pizzi, qui après avoir remporté le premier festival avec Grazie dei fiori, gagne aussi l'année suivante avec Vola colomba, se classant aussi à la seconde et troisième place avec Papaveri e papere et Una donna prega,. Le festival propose des thèmes fidèles à la rhétorique de la chanson traditionnelle italienne « Dio, Patria, Famiglia » (« Dieu, Patrie, Famille »), avec par exemple Vecchio scarpone, Sorrentinella, Berta filava, Il passerotto, et des chansons plus récentes et plus légères, comme Canzone da due soldi interprétée par Katyna Ranieri et qui est le premier succès record des années 1950 avec environ 120 000 exemplaires vendus en quelques mois. Le festival de Sanremo est l'un des inspirateurs du Concours Eurovision de la chanson, dont 1re édition à Lugano a diffusé en 1956.
1952 est l'année de la première édition du Festival de la chanson napolitaine remporté par Franco Ricci et Nilla Pizzi, relançant l'image de la chanson napolitaine grâce à des interprètes comme Roberto Murolo et Sergio Bruni (Anema e core, Luna caprese, Na voce, na chitarra e o ppoco'e luna, Vieneme'n zuonno, Marechiaro marechiaro. En 1956, Renato Carosone sort Tu vuò fà l'americano, puis Torero, O sarracino et Chella llà d'Aurelio Fierro, qui inaugure la veine novatrice du chant humoristique et léger,,.
Au cours de ces années, Claudio Villa, le « reuccio della canzone italiana » (« le petit roi de la chanson italienne »), remporte « tout ce qu'il y avait à gagner », dont quatre festivals de San Remo, un festival de Naples et trois disques d'or. Il est acclamé sur les scènes du monde et est resté longtemps le « porte-parole » de la chanson mélodique italienne. Claudio Villa a également fait l'objet d'innombrables controverses pour son comportement faisant l'objet de deux « procès médiatiques » dans la presse, bénéficiant dans le second d'une « défense sincère » de Pier Paolo Pasolini,.
Les années 1950 marquent également l'affirmation de la comédie musicale qui prend son inspiration du théâtre de revue. Les principaux représentants de cette période sont les auteurs Pietro Garinei et Sandro Giovannini connus comme Garinei et Giovannini et les compositeurs Gorni Kramer, Armando Trovajoli, qui ont lancé de nouveaux acteurs comme Delia Scala, Isa Barzizza, Gianni Agus, Tina De Mola, Carlo Dapporto et Renato Rascel (Arrivederci Roma),,.
Parallèlement à la redécouverte de la scène, la passion du public pour les boîtes de nuit lance la carrière de nouveaux interprètes inspirés par les exemples américains, comme Peppino di Capri,, Fred Buscaglione,, Nicola Arigliano, Bruno Martino et Fred Bongusto,,.
En 1954, la télédiffusion s'installe et avec l'arrivée du disque microsillon et du juke-box, le champ musical évolue. En 1955, le festival de Sanremo est diffusé en direct à la radio et à la télévision. En 1957, la première émission musicale italienne est diffusée, Il Musichiere. Le succès de cette première expérience donne naissance à une longue série de programmes sur le thème de la nouvelle musique, comme Studio Uno et Canzonissima,.
La radio et télévision publique a le monopole de la diffusion, ceci permet à l'État de filtrer discrètement les publications, la censure demandait « de faire respecter la morale » dans les chansons. La radiophonie publique et le label discographique Cetra, fondée en 1933 à l'époque du fascisme par l'EIAR font la loi et peu d'exemples de succès, hormis sur les labels Fonit qui publiait encore le jazz de Natalino Otto, mais qui a dû fusionner avec Cetra en 1958, et Disco General Company fondé par Teddy Reno et qui produisait le jazzman « irrégulier » Lelio Luttazzi. Même le festival de Sanremo, à sa manière, est affecté : « la chanson mélodique et sentimentale (…) devient une sorte de cliché de l'événement et finit par marginaliser, au moins jusqu'en 1958, les chansons et motifs anticonformistes ».
Ce n'est qu'à la fin de la décennie que l'on aperçoit les premiers signes d'un changement : le premier Festival italien du rock and roll se tient le 18 mai 1957 à Milan. Il présentait pour la première fois le « roi des ignorants » Adriano Celentano et a vu la présence sur scène de rockers et de urlatori (« hurleurs ») comme Tony Renis, Little Tony, Betty Curtis et Tony Dallara,.
En 1958, Domenico Modugno remporte avec Johnny Dorelli le festival de Sanremo avec Nel blu dipinto di blu (22 millions de disques vendus dans le monde), ; Tony Dallara chante Come prima,. La maison de disques Dischi Ricordi est fondée, le premier single publié est Ciao ti dirò de Giorgio Gaber. Elle devient avec RCA Italiana une des maisons de disques dominantes dans les décennies suivantes,. Enfin, en 1959, dans l'émission Lascia o raddoppia? (« Quitte ou double? »), la chanteuse Mina se révèle, obtenant une série de succès avec Nessuno et Tintarella di luna.

#### Années 1960

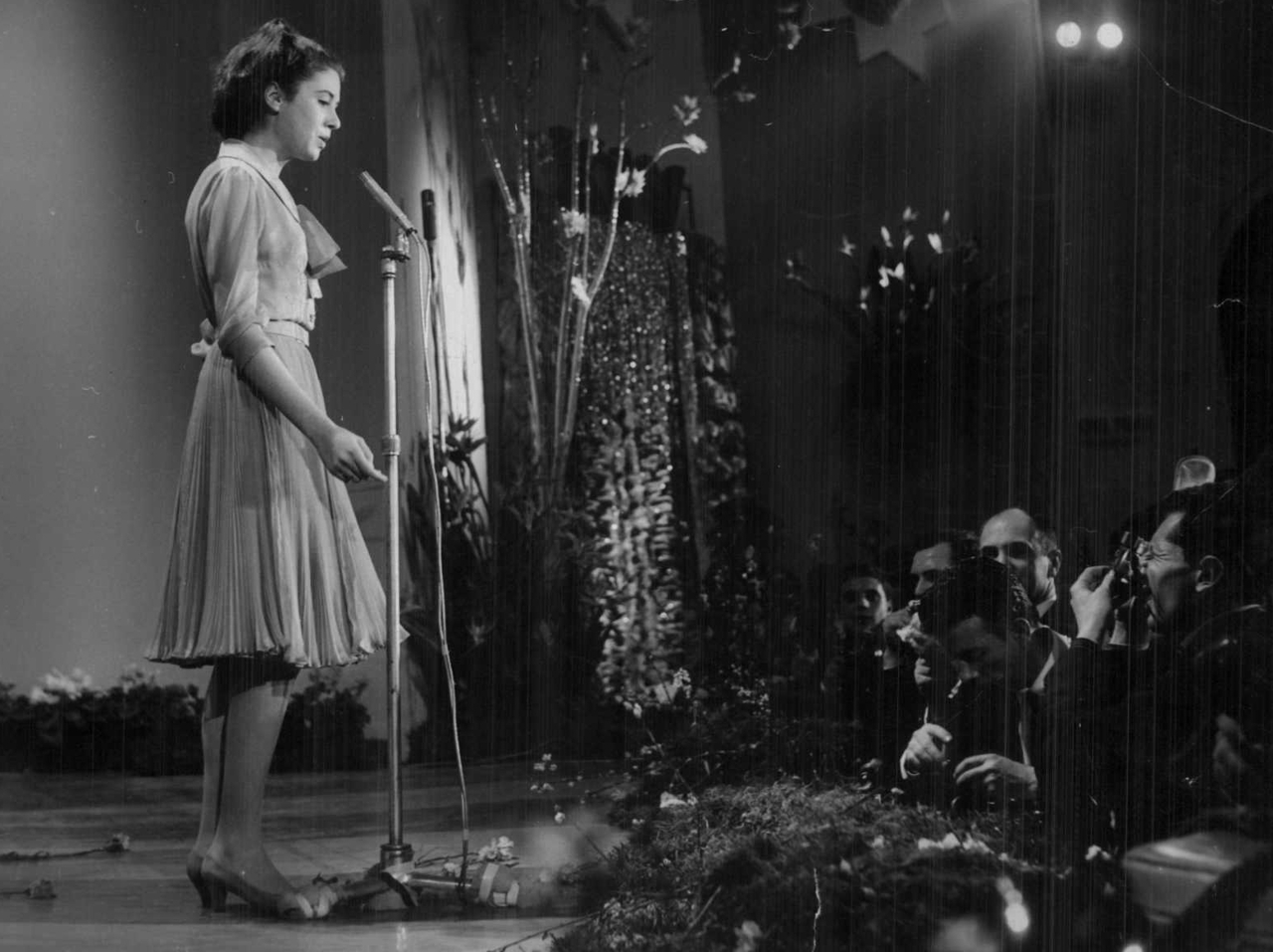
Gigliola Cinquetti au festival de Sanremo en 1964.

Avec l'arrivée des « hurleurs » et des « rebelles », le phénomène cinématographique des musicarelli, films issus de chansons à succès change la donne, passant de la version « mélodique », comme les films de Claudio Villa, Luciano Tajoli et même du Carrousel napolitain à la célébration de la « révolution musicale » et de la « colère », attestée par la trilogie Les Mordus du juke-box, Les Hurleurs et Les Blousons noirs de la chanson, où ne manquent pas les critiques envers la Rai, la Démocrate chrétienne et le monde du disque,.
Au théâtre, le succès des comédies musicales se poursuit avec les triomphes de Rugantino de Garinei et Giovannini, avec la musique de Trovajoli et comme interprètes Aldo Fabrizi, Nino Manfredi, Toni Ucci, Bice Valori et Lea Massari, puis Ornella Vanoni), Rinaldo in campo avec Domenico Modugno, animateur et auteur de la musique, et Aggiungi un posto a tavola avec Johnny Dorelli,. Les musicarelli atteignent leur apogée avec la production prolifique d'Ettore Maria Fizzarotti qui les réalise en quelques semaines, avec un petit budget et des intrigues simples qui génèrent des revenus de plus d'un milliard de lires, exploitant la notoriété des interprètes comme Gianni Morandi, Bobby Solo, Caterina Caselli, Gigliola Cinquetti, Al Bano et Romina Power, Rocky Roberts et leurs chansons, souvent utilisées comme titre pour ces films.
Vers le milieu de la décennie, un nouveau contraste se fait jour entre la bande de très jeunes chanteurs comme Gianni Morandi et Rita Pavone ou plus mélodiques comme Gigliola Cinquetti, Al Bano, Orietta Berti et Massimo Ranieri et la vague d'« anglais » beat, représentée par les filles du Piper Club de Rome, Caterina Caselli et Patty Pravo et les grands groupes de l'époque Equipe 84, The Rokes, Camaleonti, Nomadi, Dik Dik.
À côté des « hurleurs », les courants musicaux se multiplient : l'éventail va de l'expérimentation de nouveaux formats à la recherche du « réalisme » du Cantacronache et de son « successeur », le nouvel auteur-compositeur italien du filon de la « chanson intellectuelle » avec les expériences de Pier Paolo Pasolini, Giorgio Strehler, Paolo Poli, Laura Betti, Mario Soldati, Ennio Flaiano, Alberto Moravia, Alberto Arbasino, de l'École génoise des auteurs-compositeurs-interprètes non-conformistes et existentialistes Umberto Bindi, Gino Paoli, Bruno Lauzi, Luigi Tenco et Fabrizio De André ainsi que l'Istrien Sergio Endrigo, la chanson milanaise plus ironique et surréaliste de Dario Fo, Giorgio Gaber, Enzo Jannacci et Nanni Svampa, du « poète maudit » Piero Ciampi aux interprètes féminines comme Ornella Vanoni, Milva, Iva Zanicchi et aux « chanteurs de plage » comme Edoardo Vianello, Gianni Meccia, Nico Fidenco. 1966 voit l'arrivée des Pooh avec leur premier succès, Piccola Katy, tandis que deux ans plus tard au Cantagiro un autre groupe, Ricchi e Poveri, débute avec L'ultimo amore.

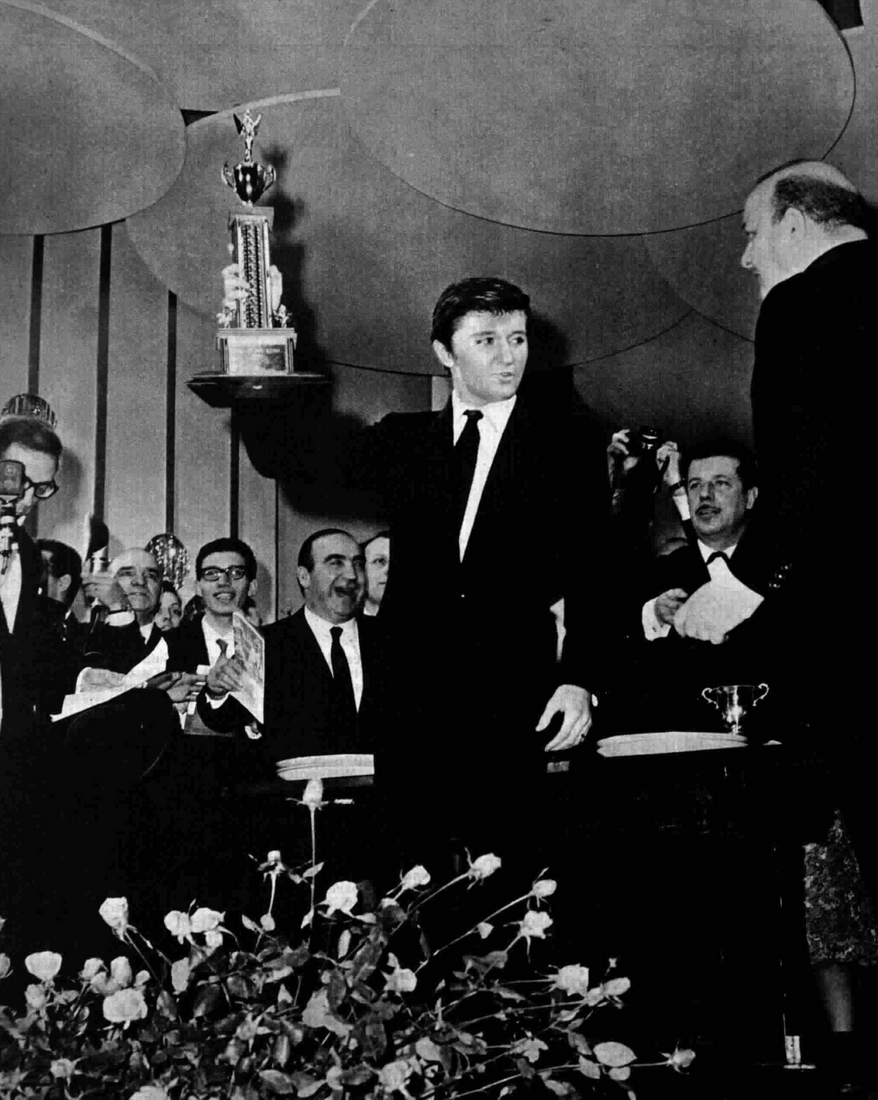
Bobby Solo remporte le festival de Sanremo 1965 avec Se piangi, se ridi.

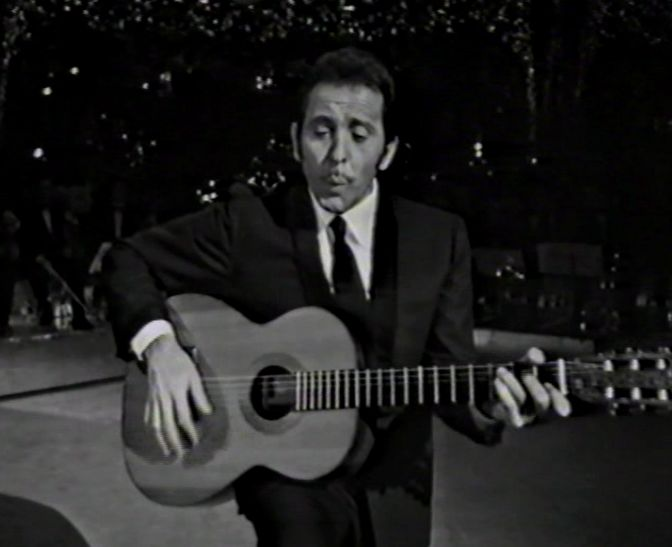
Domenico Modugno en 1969.

Les émissions de radio et de télévision et les concours musicaux changent les règles de la présentation musicale. En 1962 débute le Cantagiro, un tour d'Italie par étapes course où les chanteurs s'affrontent directement devant des jurys populaires, et que naît le festival de Castrocaro, tremplin pendant des décennies pour de nombreux artistes. Deux ans plus tard, c'est au tour de Un disco per l'estate, qui révèle des chanteurs comme Mino Reitano et Jimmy Fontana, et du Festivalbar, le premier événement musical itinérant dont le vote est confié au jugement direct du public. Enfin, entre 1965 et 1966 naissent les émissions de Renzo Arbore et Gianni Boncompagni Bandiera gialla et Per voi giovani,.
La diversité des styles et des sonorités contribue à l'âge d'or du festival de Sanremo, qui attire des invités étrangers célèbres et favorise la vente de millions de disques. Le courant « mélodique » prévaut sur le système rockettaro. Cela est confirmé par Gigliola Cinquetti au festival de Sanremo de 1964 avec la chanson Non ho l'età avec laquelle elle remporte aussi le Concours Eurovision de la chanson 1964 de la même année et le festival de Sanremo de 1966 avec Dio, come ti amo, chanté avec Domenico Modugno, entrecoupée par la victoire de Bobby Solo au festival de Sanremo de 1965 avec Se piangi, se ridi.
En revanche, du côté du marché du disque, Il ragazzo della via Gluck d'Adriano Celentano et  Nessuno mi può giudicare de Caterina Caselli vendent plus de disques que les chansons gagnantes.
L'année 1967 marque le début du partenariat artistique entre Lucio Battisti et Mogol, sanctionné par le succès de 29 septembre, chanté initialement par Equipe 84. Les intentions « révolutionnaires » des jeunes gagnent la scène du festival de Sanremo de 1967. Gianni Pettenati chante La rivoluzione, tandis que I Giganti avec Proposta disent « Mettez des fleurs dans vos canons ». Le festival voit le suicide de Luigi Tenco, dont la chanson Ciao amore, ciao chantée avec Dalida et qui dénonçait le malaise d'un pays qui, malgré le miracle économique, « avait encore de terribles poches de pauvreté et d'indigence », ne parvient pas à entrer en finale. Francesco Guccini et les Nomadi sont conspués par le public lors d'un concert de protestation contre la guerre du Viêt Nam, car ils sont désormais considérés comme « intégrés dans le système ».
La décennie se termine avec la fin du beat et de l'arrivée du boom, avec l'attentat de la piazza Fontana et la mort de Giuseppe Pinelli encensé par les chansons anarchiques La ballata del Pinelli et Ballata per un ferroviere, qui sont les signes précurseurs d'une période rock « beaucoup plus trouble et sombre et qui exprime les inquiétudes d'une génération qui ne cesse de s'interroger ».

#### Années 1970

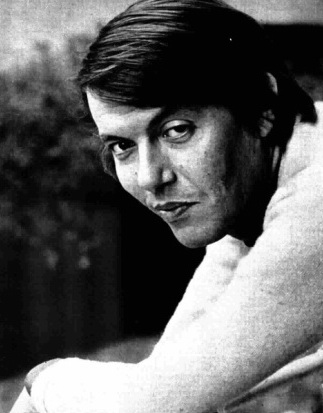
Fabrizio De André.

Les années 1970 marquent le passage à des formes musicales plus expérimentales. La décennie est marquée par les effets de la contestation de 1968 et les « années de plomb ». les chanteurs les plus proches des mouvements étudiants et ouvriers comme Ivan Della Mea, Michele Straniero, Giovanna Marini et Paolo Pietrangeli ont alimenté la manifestation « contre le système »,, alors que dans le Campi Hobbit est née la veine de musique alternative de droite, qui s'inspirait d'une part des thèmes de la mythologie nordique et celtique et d'autre part du révisionnisme néofasciste, représenté par Leo Valeriano, Massimo Morsello et la Compagnia dell'anello.
Les tonalités extrêmes ont conduit à la contestation de nombreux auteurs-compositeurs-interprètes. Les membres de « l'école génoise », quelques années auparavant « salués comme les évêques d'une chanson différente, noble et révolutionnaire », sont désormais considérés « comme des chansonniers timides et bourgeois ». Le pic des affrontements est atteint en 1975, lorsque les deux concerts de Rome et Milan de Lou Reed sont interrompus par le cri « La musica si prende e non si paga! » (« La musique se prend et ne se paye pas ! »). Le 2 avril 1976, lors d'un concert au PalaLido de Milan, Francesco De Gregori est entouré de manifestants de gauche qui l'accusent « de gagner un salaire trop élevé et de ne pas le donner pour la cause des ouvriers ».

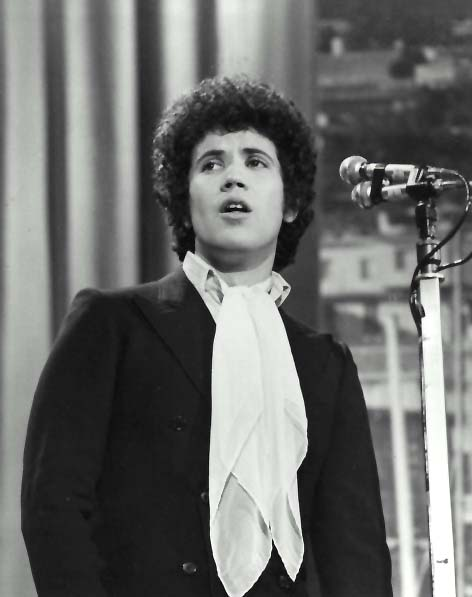
Lucio Battisti en 1969.

Les seuls à être en partie épargnés par le public sont Fabrizio De André et Lucio Battisti, deux artistes antagonistes, le premier poète, intellectuel de gauche, le second musicien et mythe de droite au style musical et trajectoires artistiques différents ainsi que Francesco Guccini fortement influencé par la chanson politique et Cantacronache comme en témoigne son manifeste musical La locomotiva ou Primavera di Praga, consacré au Printemps de Prague de 1968.
Ce n'est qu'au milieu de la décennie que les auteurs-compositeurs-interprètes rompent avec la politisation. Giorgio Gaber, Roberto Vecchioni et Francesco Guccini entre autres qui ont flirté avec la politique et les mouvements, devenant fatalement emprisonnés, prennent leurs distances,.
Il existe parallèlement une autre catégorie d'auteurs-compositeurs-interprètes non politiques comme Lucio Dalla (4 marzo 1943), le pianiste de jazz Paolo Conte, Ivano Fossati, Franco Battiato qui partagent des traits communs, comme le fait d'être musiciens, d'avoir abordé l'écriture tardivement, d'avoir une passion pour le voyage et l'exotisme et surtout d'avoir la capacité d'identifier et d'aider de nouveaux artistes à émerger. Dalla est le découvreur de Ron, Luca Carboni et Samuele Bersani, Battiato découvre Alice et Giuni Russo, Fossati est l'auteur d'innombrables chansons pour Patty Pravo, Mia Martini, Loredana Bertè, Anna Oxa et Fiorella Mannoia,.
La décennie voit également le développement du rock progressif. Les deux formations principales sont la Premiata Forneria Marconi et le Banco del Mutuo Soccorso, derrière lesquels émergent les « symphoniques » New Trolls, les « baroques » Le Orme, les « auteurs » Formula 3, les « sophistiqués » Area et Stormy Six, le mélange entre électronique et mélodie de Matia Bazar et, vers la fin de la décennie, le punk rock de Gaznevada et le Comedy rock de Skiantos,. Entre rock progressif et auteur-compositeur-interprète se situent Eugenio Finardi,  Musica ribelle, Ivan Graziani (Lugano addio, Agnese dolce Agnese) et Gianna Nannini (America).
À Rome, entre-temps, une nouvelle scène musicale s'est développée autour du « Folkstudio » du producteur Giancarlo Cesaroni et des « giovani del Folkstudio » Francesco De Gregori, Antonello Venditti, Mimmo Locasciulli et Rino Gaetano. Venditti et De Gregori produisent ensemble un album, Theorius Campus, avant d'entamer leur propre chemin : le premier, avec ses chansons dédiées à Rome, contribue à la renaissance de la chanson romaine. Parallèlement, apparaît une nouvelle tendance romantique avec Claudio Baglioni qui entre 1972 et 1975 publie divers succès tels que Questo piccolo grande amore, Amore bello, E tu… et Sabato pomeriggio, Richard Cocciante, Gianni Togni et Renato Zero. Parmi les autres interprètes de relief figurent Roberto Vecchioni, Mia Martini (Piccolo uomo et  Minuetto et sa sœur Loredana Bertè (E la luna bussò) et Nada qui remporte le festival de Sanremo en 1971 (Che freddo fa).
La chanson dialectale montre à son tour un certain dynamisme avec le « ménestrel folk » Angelo Branduardi, la Nuova Compagnia di Canto Popolare, la Canzoniere del Lazio, Gabriella Ferri, Dino Sarti, Raoul Casadei et la Sarde Maria Carta. À Naples émergent de nouveaux sons avec le jazz de James Senese, le rhythm & blues et le funk d'Enzo Avitabile, la batterie de Tullio De Piscopo, la fusion du blues et de la chanson napolitaine de Pino Daniele, celui entre folk, jazz et rock de Teresa De Sio, le rock non conventionnel d'Eugenio Bennato, le rock progressif d'Osanna et Napoli Centrale, mais aussi la récupération de la chanson napolitaine avec Pino Mauro, Mario Trevi et surtout Mario Merola.
Dans le sillage de la vague disco, le style est devenu populaire en Italie à la fin des années 1970. Le producteur allemand Bernhard Mikulski a inventé le nom Italo disco pour des raisons de marketing. Des projets musicaux tels que Righeira et Baltimora ont connu un grand succès à l'étranger et des producteurs et chanteurs comme Giorgio Moroder et Raf ont également fait leur percée dans ce genre. Même si ses racines ne peuvent être considérées comme authentiques la danse dite Italo est devenue connue dans le monde.

#### Années 1980

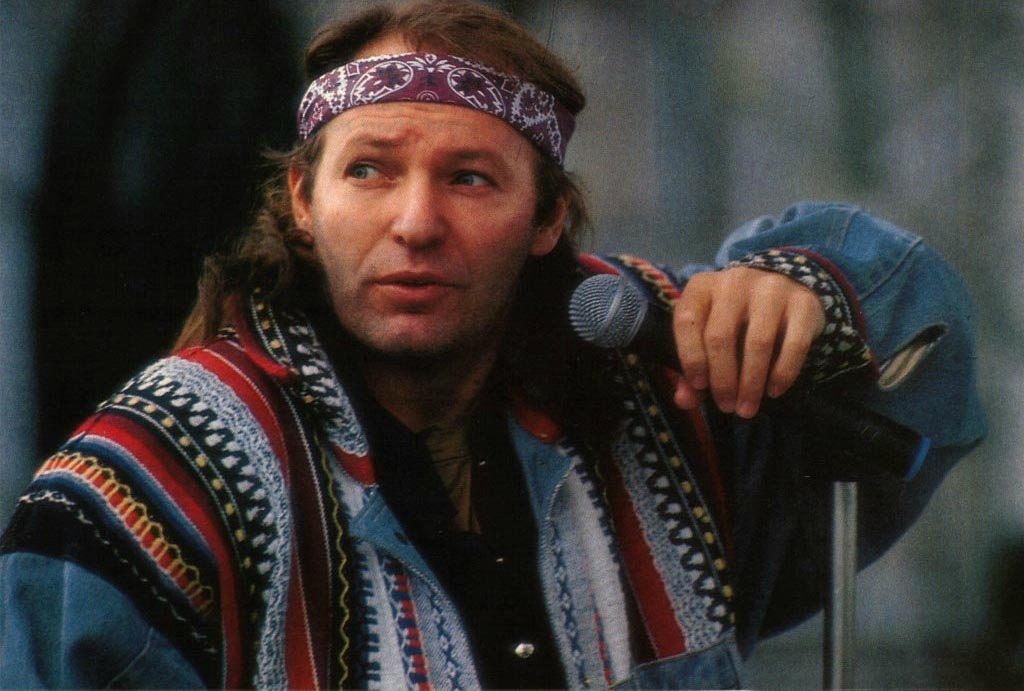
Vasco Rossi en concert en 1989.

Les années 1980 débutent avec la crise de la disco music et des auteurs-compositeurs-interprètes, qui a entraîné un bref effondrement du marché du disque, en partie surmonté par la redécouverte des festivals, principalement celui de Sanremo, comme moyen de diffusion et en partie avec l'arrivée du walkman et des nouveaux médias portables ainsi que la cassette audio d'abord et le disque compact ensuite. L'arrêt de la collaboration entre Lucio Battisti et Mogol est entérinée.
D'un point de vue musical, le retour de deux « vieilles gloires » comme Gino Paoli et Gianni Morandi et une sorte une mutation du chanteur-compositeur, inauguré par Eugenio Finardi dans la décennie précédente, vers une clé plus rock, avec des paroles plus brutes et spontanées et un refus de parler d'amour en termes romantiques. Ce courant comprend des interprètes comme Gianna Nannini qui a confirmé son succès avec les singles Fotoromanza et Bello e impossibile, où elle mélange krautrock, électronique et romance. De là naissent Vasco Rossi, qui a atteint la célébrité avec Vita spericolata, présentée au festival de Sanremo 1983, et Zucchero Fornaciari, qui est passé d'un simple imitateur de Joe Cocker à un bluesman à succès après sa collaboration avec Gino Paoli dans Come il all'improvviso et Oro, incenso e birra,. La tendance pop punk est représentée par Donatella Rettore (Splendido splendente), Kobra et Donatella, Ivan Cattaneo (Polisex), Alberto Camerini (Rock'n' roll robot), Enrico Ruggeri et Jo Squillo. La Nouvelle vague italienne comprend entre autres Litfiba et CCCP - Fedeli alla linea.
Les années 1980 marquent aussi le passage à la musique pop, d'abord avec le succès d'Eros Ramazzotti qui remporte dans la section « nouvelles propositions » le festival de Sanremo 1984 avec Terra promessa et ensuite celui de 1986 avec Adesso tu, le retour de Mia Martini avec Almeno tu nell'universo, la voix des auteurs-compositeurs-interprètes Fiorella Mannoia, la carrière solo d'Enrico Ruggeri et une longue série d'interprètes « plus légers » dont beaucoup ont été découverts vers la fin de la décennie précédente comme Amedeo Minghi, Mietta, Paola Turci, Toto Cutugno, Pupo, Anna Oxa, Alice, Marcella Bella, Mango, Fausto Leali, Eduardo De Crescenzo, Marco Ferradini, Fabio Concato, Viola Valentino, Luca Barbarossa et Mariella Nava,.

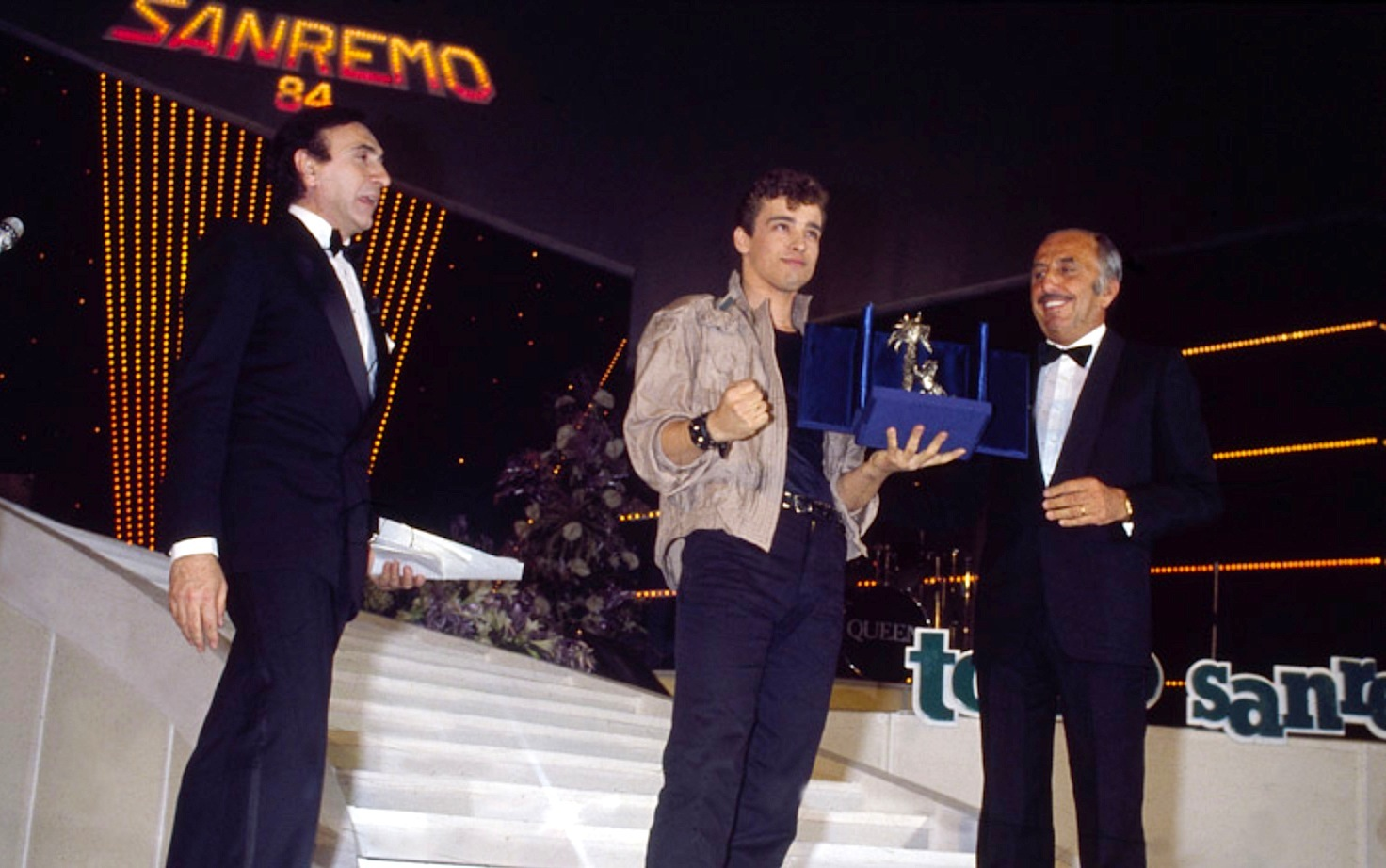
Eros Ramazzotti au festival de Sanremo en 1984

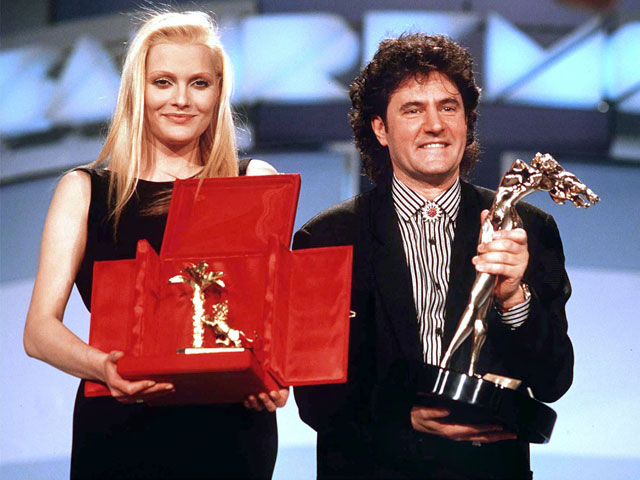
Anna Oxa et Fausto Leali remportent le festival de Sanremo 1989.

La place bolognaise, très active dans cette décennie, mérite une mention spéciale : la tournée Banana Republic, liée à l'album du même nom de Lucio Dalla et Francesco De Gregori, lance la carrière de Ron (Una città per cantare), Stadio (Chiedi chi erano i Beatles) et Luca Carboni ([…]intanto Dustin Hoffman non sbaglia un film). L'Osteria delle Dame voit les premiers pas des chanteurs populaires « auteurs » Pierangelo Bertoli et Claudio Lolli, et les romantiques « bolognais d'adoption » Biagio Antonacci et Samuele Bersani sont remarqués.
Il y a eu aussi un retour du genre « balnéaire » mené par le Righeira avec Vamos a la playa et par le Gruppo Italiano avec Tropicana, une présence timide du rap avec Jovanotti et son premier album Jovanotti for président, et l'évolution de la dance avec les 49ers et les Black Box.
Franco Battiato est aussi influent sur la scène musicale italienne. Avec Alice, il a représenté l'Italie au Concours Eurovision de la chanson 1984 avec la chanson I treni di Tozeur, se classant 5e sur 19 participants.

#### Années 1990

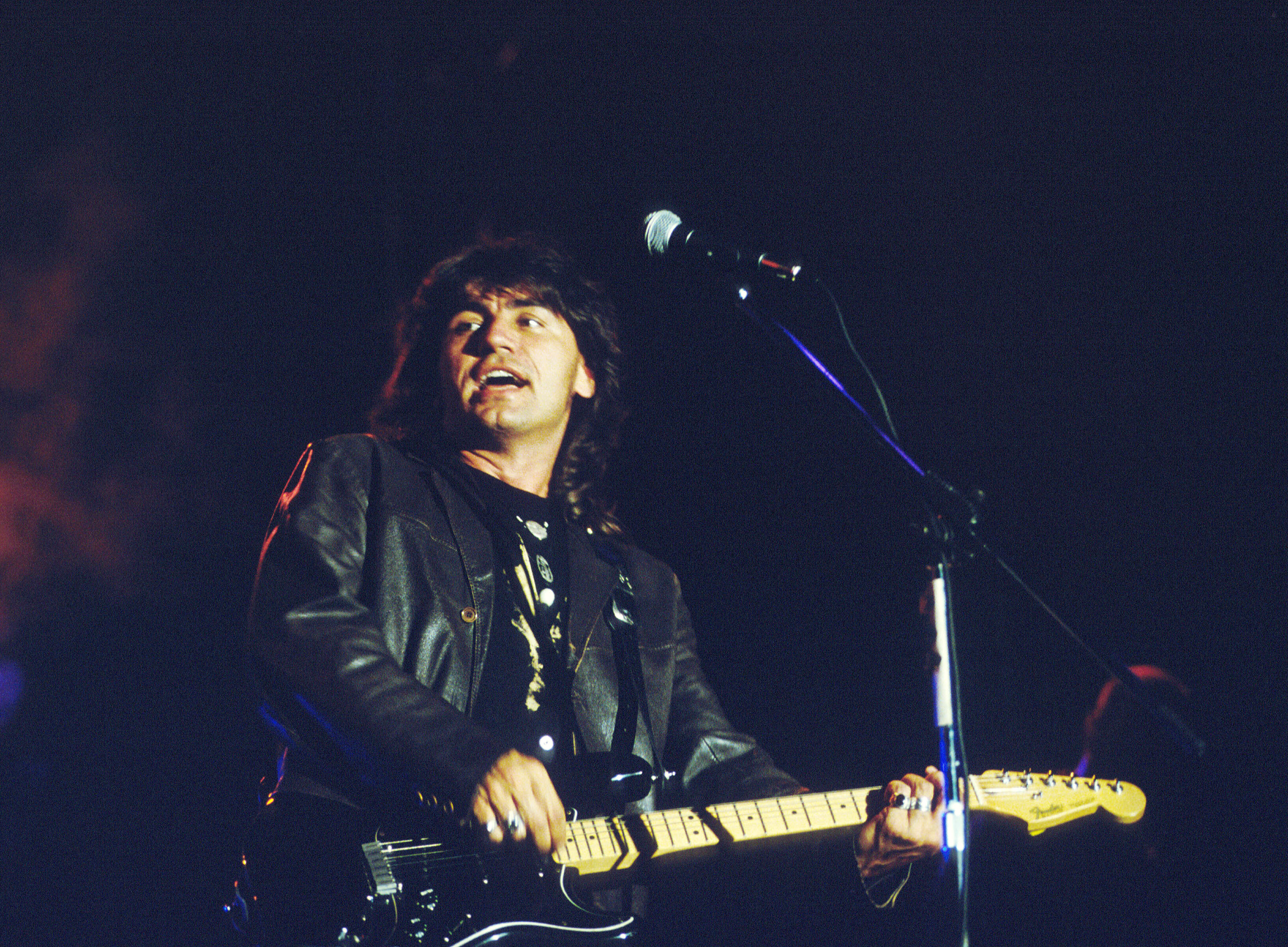
Luciano Ligabue en concert en 1991.

La fin du XXe siècle voit l'adaptation de la musique italienne aux standards internationaux de la pop musique, déterminant la « dé-provincialisation de la réalité musicale » ainsi que « une annulation progressive des caractéristiques stylistiques de notre chanson », avec des effets également sur la chanson d'auteur « qui s'adapte de plus en plus aux formes pop au point de rendre difficile de distinguer les deux genres ». Cela est confirmé par les chansons Attenti al lupo de Lucio Dalla, Benvenuto in paradiso d'Antonello Venditti et de Viva la mamma d'Edoardo Bennato ainsi que plus généralement le classement des singles les plus vendus de la première moitié des années 1990, « un réceptacle de chansons mélodiques-sentimentales […] et de chansons joyeusement désengagées ». Ce scénario est dominé par des interprètes tels que Richard Cocciante, Amedeo Minghi, Mietta, Francesca Alotta, Aleandro Baldi, Marco Masini, Luca Carboni, Biagio Antonacci, Francesco Baccini, Ladri di Biciclette, Jovanotti et 883 qui a marqué « une mutation dans le sens pop de la mélodie écrite en Italie », bien que leurs chansons soient principalement appréciées dans le milieu de la jeunesse.
Mais à cette époque, ce sont les voix féminines qui se distinguent, Laura Pausini se fait remarquer avec son premier single La solitudine avec lequel elle remporte la « Section Jeunesse du festival de Sanremo 1993 et Strani amori, troisième au même festival en 1994 et Giorgia, qui se fait connaître avec les singles E poi, Come saprei, gagnante du festival de Sanremo 1995 et Strano il mio destino. Les autres interprètes à succès des années 1990 sont Irene Grandi, Marina Rei, Ivana Spagna, Tosca, qui partage avec Ron la victoire au festival de Sanremo 1996 et Elisa, qui commence sa carrière en chantant en anglais Pipes & Flowers puis adopte l'italien pour la première fois avec Luce (Tramonti a nord est) remportant le festival de Sanremo 2001.
Depuis le milieu des années 1990, une nouvelle génération d'auteurs-compositeurs-interprètes apparaît avec Massimo Di Cataldo, Alex Britti, Niccolò Fabi, Max Gazzè, Carmen Consoli, Vinicio Capossela, Samuele Bersani et Daniele Silvestri,, auxquels s'ajoute le Piccola Orchestra Avion Travel, prix de la critique au festival de Sanremo 1998 avec  Dormi e sogna et gagnants à Sanremo 2000 avec  Sentimento. D'autres artistes notables sont Alex Baroni qui se fait connaître avec deux tubes à Sanremo Cambiare et  Sei tu o lei (Quello che voglio) Andrea Bocelli qui remporte la catégorie « Nouvelles propositions » du festival de Sanremo 1994 avec  Il mare calmo della sera et qui atteint le consécration finale l'année suivante avec Con te partirò et Davide Van De Sfroos avec un mélange de country music et « dialecte laghée ».
Dans le domaine du rock, Luciano Ligabue s'est définitivement établi avec Buon compleanno Elvis, tandis que les groupes les plus performants, outre Litfiba et le Consorzio Suonatori Indipendenti, né des cendres du CCCP, sont rejoints par Afterhours, Subsonica et Marlene Kuntz. L'expérimentation sur la scène rock a été importante, allant des alternatifs Negrita, Timoria et Üstmamò au punk du Prozac+ aux auteurs La Crus, Têtes de Bois, Bluvertigo, Marta sui Tubi, Tiromancino et au folk rock des Modena City Ramblers, Banda Bassotti, Bandabardò et Mau Mau.
La décennie a également vu la naissance d'un véritable genre rap, d'abord avec Batti il tuo tempo` du groupe Onda Rossa Posse, puis avec Frankie Hi-NRG MC, Articolo 31, Sottotono, 99 Posse, Almamegretta, Neffa avec Aspettando il sole et Er Piotta, ainsi que d'un genre ska e reggae avec Bisca, Sud Sound System, 24 Grana, Pitura Freska et Africa Unite. La scène de la Danse est également très active, notamment avec Robert Miles (Children) et Alexia, qui se fait connaître avec divers projets internationaux, dont celui avec Ice MC avec lequel elle enregistre Think About the Way, puis inaugure une carrière solo (Fan Club).
Du côté de la Chanson napolitaine Gigi D'Alessio s'affirme comme « leader des néomélodiques napolitains » avec l'album Passo dopo passo et avec le film Annaré. Enfin, la populaire rock démentiel continue son chemin avec Francesco Salvi, Giorgio Faletti, David Riondino, Marco Carena, Dario Vergassola et Elio e le Storie Tese qui en 1996 remporte le Prix de la Critique Mia-Martini avec La terra dei cachi.
Après la rupture avec Mogol, Lucio Battisti est rejoint comme parolier par son épouse, Grazia Letizia Veronese (sous le pseudonyme de « Velezia ») et par Pasquale Panella. Les derniers albums marquent un changement fondamental dans la relation avec les paroles et la structure musicale ouvertement tournée vers les sons monocordes et électroniques, assemblage parfois poussé aux limites de l'absurde, s’affranchissant des schémas traditionnels de la chanson italienne.

#### XXIesiècle
Le changement de siècle apporte avec lui diverses innovations. Du point de vue musical, après le folk et le rap, c'est au tour de la « redécouverte de l'électronique, du jazz et de la musique classique » ; du point de vue de la naissance de nouveaux artistes, c'est d'abord le festival de Sanremo avec sa section jeunesse qui joue le premier rôle devant les radio-crochets « à la découverte de jeunes talents », comme Amici de Maria De Filippi et X Factor. Au niveau de la production musicale, « c'est le triomphe de l'interprète sur l'auteur. Les interprètes, et non pas les chansons, sortent comme dans une loterie où ceux qui tirent le bon ticket « gagnent » le succès ».

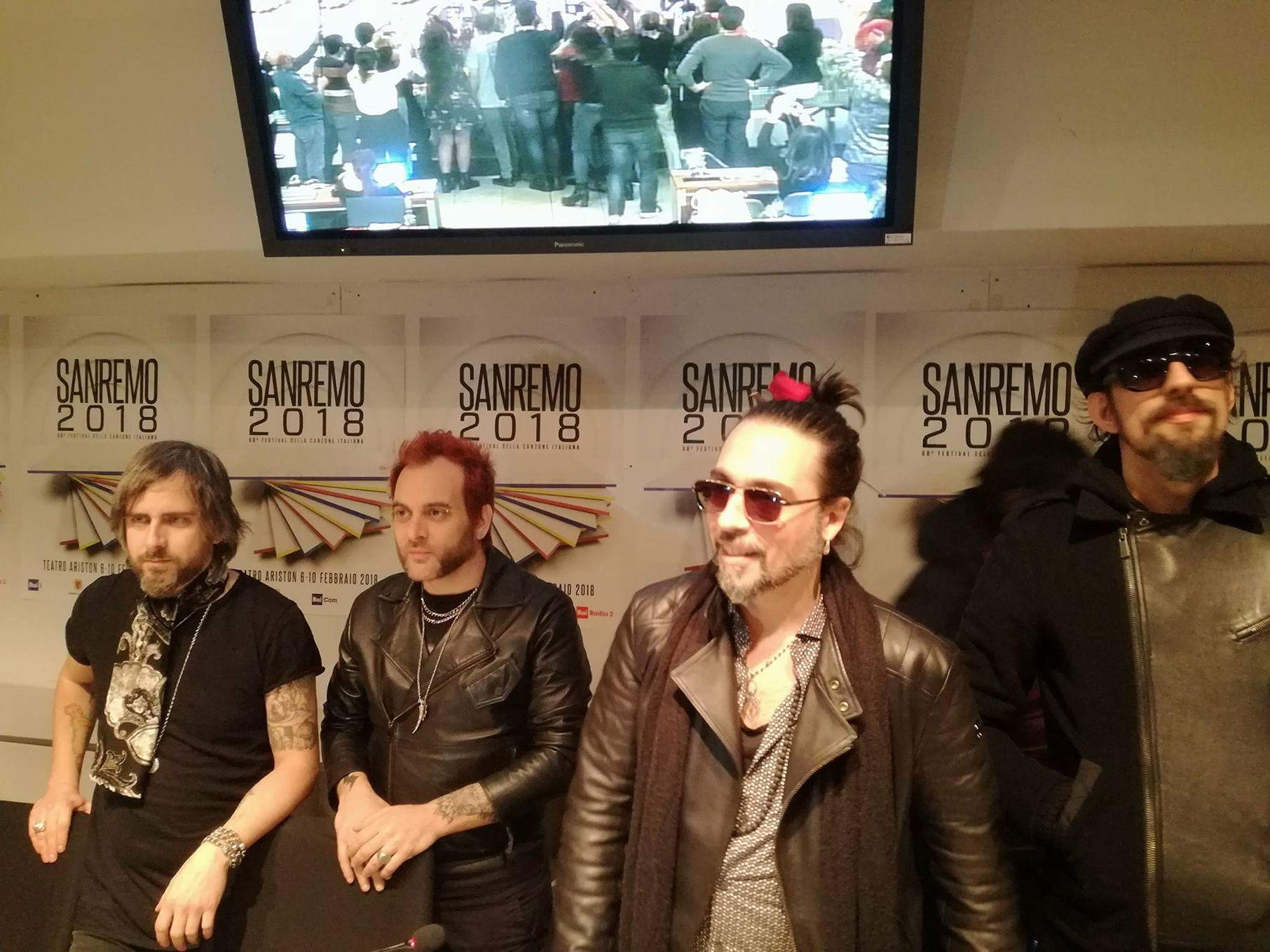
Le Vibrazioni au festival de Sanremo 2018.

Tout au long des années 2000, Sanremo sert de tremplin à des artistes comme Dolcenera, parmi les vainqueurs de Destination Sanremo en 2002 ; Povia, vainqueur de l'édition 2006 ; Francesco Renga, vainqueur de l'édition 2005 ; Giò Di Tonno et Lola Ponce, lauréats de l'édition 2008 ; Arisa, lauréate du « SanremoLab 2008 », de la section Propositions de Sanremo 2009 et du festival de Sanremo 2014 ; Paolo Meneguzzi, Irene Fornaciari et Sonohra, lauréats du Sanremo 2008 section Jeunesse. Déjà avec le festival de Sanremo 2009, avec la victoire de Marco Carta, vainqueur de la septième édition de Amici en 2008, apparaît une « soudure » entre « les nouvelles scènes de la chanson virtuelle et la mère de toutes les scènes de la chanson italienne », confirmée par la victoire à Sanremo 2010 de Valerio Scanu, finaliste de la huitième édition des Amici 2009, mais aussi par la participation des chanteurs produits par les talk-show comme Karima, finaliste de la sixième édition des Amici en 2007 ; Giusy Ferreri, finaliste de la première édition de X Factor en 2008 ; Noemi, participante à la deuxième édition de X Factor en 2009 ; Marco Mengoni, gagnant de la troisième édition de X Factor en 2010 et du Festival di Sanremo 2013 ; Emma Marrone, gagnante de la neuvième édition de Amici en 2010 et du Festival di Sanremo 2012 ; Francesca Michielin, gagnante de la cinquième édition de X Factor en 2012 et seconde au Festival di Sanremo 2016.
La veine de l'auteur-compositeur-interprète conserve sa vitalité, comme en témoignent Sergio Cammariere qui remporte le succès avec l'album Dalla pace del mare lontano et la chanson Tutto quello che un uomo, avec laquelle il atteint la troisième place à Sanremo 2003 ; Tricarico, devenu célèbre avec Io sono Francesco et ensuite récompensé à Sanremo 2008 avec Vita tranquillilla ; le parolier Pacifico, également connu pour Le mie parole, dont Samuele Bersani fait une reprise, et ses collaborations au cinéma et avec Adriano Celentano et Frankie Hi-NRG MC ; Simone Cristicchi, gagnant du Sanremo 2007 avec Ti regalerò una rosa ; Fabrizio Moro, gagnant du volet Jeunesse de Sanremo 2007 avec Pensa et L'Aura, devenue célèbre avec les singles Irraungibile et Basta.
La pop mélodique est présente avec Tiziano Ferro, qui se fait connaître avec le single Xdono et qui connait le succès avec les albums 111 et Nessuno è solo, et qui collabore avec Robbie Williams, Mina, Franco Battiato, Ivano Fossati, Laura Pausini, et Anna Tatangelo, qui remporte la section Jeunesse du festival de Sanremo 2002 avec Doppiamente fragili et la catégorie Femmes de l'édition 2006 avec Essere una donna. Alexia, à mi-chemin entre la Danse-music et la mélodie, abandonne l'anglais pour l'italien terminant deuxième en 2002 avec Dimmi come… et remporte ensuite l'édition suivante avec la ballade soul Per dire di no. On découvre deux nouvelles interprètes féminines : Malika Ayane, qui a eu du succès avec Come foglie, présenté dans la section « Jeunes » de Sanremo 2009 et la chanteuse soul Nina Zilli, prix des critiques dans la section « nouvelles propositions » pour L'uomo che amava le donne.
Parmi les groupes de pop rock, on note Le Vibrazioni, Modà, Negramaro, Negrita et parmi ceux pour adolescents, le pop punk Finley et pop Zero Assoluto. La scène rap voit la consécration de Caparezza, actif depuis le début des années 2000 et Fabri Fibra. Enfin, on assiste à la redécouverte du jazz, avec les pianistes Stefano Bollani et Danilo Rea, le saxophoniste Stefano Di Battista, les chanteurs Mario Biondi, Chiara Civello, Ludovico Einaudi et Giovanni Allevi.
En 2019 Mahmood avec la chanson Soldi remporte le festival de Sanremo et représente l'Italie au Concours Eurovision de la chanson 2019 à Tel-Aviv. Il termine deuxième en remportant le prix Marcel-Bezençon de la meilleure composition et le vote Organisation générale des amateurs de l'Eurovision. Quatre mois après sa sortie le clip de Soldi dépasse les 100 millions de visualisations sur YouTube et devient la chanson italienne la plus écoutée de l’histoire sur Spotify.
Le 18 mai 2021 meurt Franco Battiato à l'âge de 76 ans.
En 2021 le groupe rock Måneskin remporte la 71e édition du festival de Sanremo avec la chanson Zitti e buoni (traduction littérale : Taisez-vous et soyez sages) et le 22 mai 2021 remporte avec la même chanson le concours Eurovision de la chanson 2021, retransmis depuis Rotterdam aux Pays-Bas grâce aux votes du public, avec un total de 524 points.

## Développement musical et genres

### Style et influences

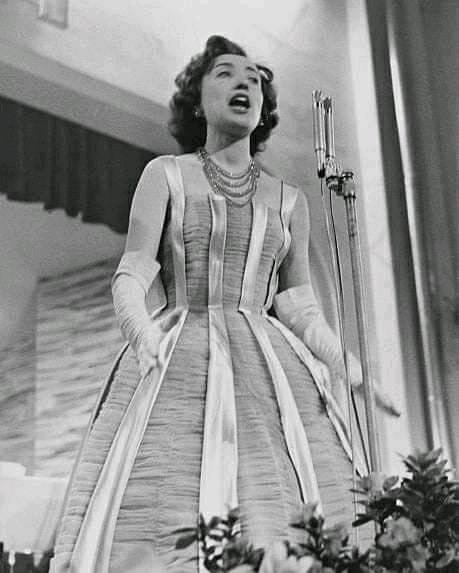
Franca Raimondi au festival de Sanremo 1956.

La « chanson italienne classique » issue de la tradition napolitaine est divisée en strophes (strofa) et comporte un refrain (ritornello), généralement exprimé de manière différente (accord parfait majeur + septième mineure en parallèle), avec des harmonies simples, des accords de sixte napolitaine isolés ou accords de septième d'espèce atténués (« effet opéra »). Les strophes narratives alternent avec le refrain constant. Dans l'entre-deux-guerres, les influences américaines, en particulier le jazz, deviennent perceptibles. Les fonctionnalités importées sont des blocs de construction mélodiques et harmoniques comme des phrases à deux mesures, des riffs, du blues ou une progression dérivée du blues, des harmonies étendues occasionnelles, comme des accords sixième et septième majeurs ou les rythmes latino-américains comme le tango, la béguine ou la rumba.
Après la Seconde Guerre mondiale, le festival de Sanremo est créé spécialement pour promouvoir et préserver la tradition de la chanson italienne. Au début des années 1950, les contributions au festival appartenaient essentiellement à deux catégories, les chansons mélodramatiques ou lentes, lyriques, avec chant lyrique. Le texte, l'arrangement, la mélodie et les harmonies suivent la tradition de l'opéra et de la musique folklorique napolitaine, l'aspect rythmique est insignifiant comme la chanson  Grazie dei fiori interprétée par Nilla Pizzi en 1951. Ce sont des chansons légères et gaies, avec une coloration vocale naturelle. L'harmonie est réduite aux accords de base, le rythme est basé sur des danses ou des marches, parfois avec une influence latino-américaine comme dans Aprite le finestre chantée par Franca Raimondi en 1956.
En 1958, Domenico Modugno rompt avec la tradition et ne suit ni le bel canto ni le  crooning et rejoint le nouveau groupe des urlatori. Le morceau Nel blu dipinto di blu a une composition inhabituelle et une apparence extravertie qui surprend. Par la suite, les principales influences des années 1960 proviennent de la « British Invasion » de l'Italie par des groupes beat et l'arrivée des Cantautori. À partir de chansons initialement strophiques, le développement se poursuit pour atteindre la forme AABA des années 1960, avec un penchant pour les échelles modales, la gamme pentatonique et l'utilisation de la note bleue dans la mélodie.
Dans les années 1970, le festival de Sanremo perd sa suprématie dans la musique populaire en Italie. Le développement stylistique est influencé par d'autres intervenants. En particulier, les Cantautori adoptent de nouvelles voies, avec un style « approximatif », qui aborde des questions sociales. Les arrangements acoustiques sont simples, sans aucune manipulation dans le mixage, afin de paraître aussi authentiques que possible. Lucio Battisti a joué un rôle spécial en réunissant une voix dure, légèrement désaccordée, des mélodies originales et des paroles surréalistes et tendancielles. Le rock progressif prend exemple sur les modèles britanniques de l'époque.
Franco Battiato est, pendant des décennies, l'un des auteurs-compositeurs-interprètes pop italiens les plus populaires. Sa sonorité, ses chansons et ses textes qui contiennent souvent des références philosophiques, religieuses et culturellement exotiques, ainsi que des thèmes universels sur la condition humaine, lui valent une place sur la scène musicale italienne et le surnom de Il Maestro (« Le Maître » ou « Le Professeur »).

### Genres de la chanson en italien à partir des années 1950
Basé sur une étude des années 1980, Fabbri et Plastino identifient dans la canzone italiana, les genres de musique populaire présents en Italie : chanson d'auteur (canzone d’autore, cantautori), rock, chanson napolitaine et neo melodici, musique instrumentale, musique de film, danse, techno, hip-hop, jazz, chanson engagée (politique et chant de révolte), chanson humoristique, chant religieux, chanson pour enfants, heavy metal, rock progressif, punk rock, reggae et musiques du monde. Les genres anciens n’ont qu’un intérêt historique, concernent des secteurs de niche ou se sont fondus dans d'autres genres plus actuels.

#### Canzone d’autore
Au début des années 1960 pour la commercialisation de nouveaux artistes, le label discographique RCA utilise déjà le terme cantautore, ceux-ci se tournent vers les canzone d'autore, « chansons d'auteur » par analogie avec le « cinéma d'auteur », avec des chansons à texte, s'éloignant des contre clichés traditionnels avec progressivement des sujets réalistes qui concernent la conscience collective des mouvements de jeunesse, mis en avant après le suicide de Luigi Tenco par le Club Tenco évitant une connotation politique directe. Des groupes de rock et des rappeurs peuvent être inclus au mouvement.

#### Chanson politique
Enracinée dans la phase embryonnaire du chant italien de seconde moitié du XIXe siècle, la « chanson politique » réapparaît après la fin de la Seconde Guerre mondiale et connaît son heure de gloire entre les années 1960 et les années de plomb, marquée par des mouvements de contestation ouvriers et étudiants. Ce type de chanson a recours à la chanson folklorique et est influencé par le cantautori, le théâtre et le cabaret. Progressivement des interactions se lient avec de nouveaux genres tels que le rock progressif, le punk, le hip-hop et le reggae.

#### Musique folklorique napolitaine et néo-mélodiste
La musique folklorique napolitaine connaît un développement constant. La chanson napolitaine classique est à son apogée entre les deux guerres. Après la Seconde Guerre mondiale, ce sont les rythmes rock 'n' roll et latins comme le cha-cha-cha qui génèrent un restyling découlant à la présence américaine même en temps de paix à Naples et dans ses environs. Des artistes émergents dans les lieux de la baie de Naples fréquentés par les soldats et les touristes, mêlant anglais, italien et dialectes, donnant ainsi lieu à des échanges fructueux qui inscrivent le nouveau répertoire dans le courant cosmopolite des années 1950. Le Festival de Naples crée en 1952 prend fin en 1970, le mouvement de renouveau Neapolitan Power connaît un court apogée, avec Pino Daniele comme représentant le plus important, suivi de diverses reprises populaires. Au tournant du millénaire, les neomelodici (« néo-mélodiques ») dont Gigi D'Alessio est le représentant le plus connu, font leur percée surtout dans le sud de l'Italie. Leur musique est caractérisée par une combinaison de techniques de chant traditionnelles avec des textes pop moderne et des textes familiers, souvent mélodramatiques. Cette nouvelle tendance serait proche de la Camorra.

#### Chanson pour enfants

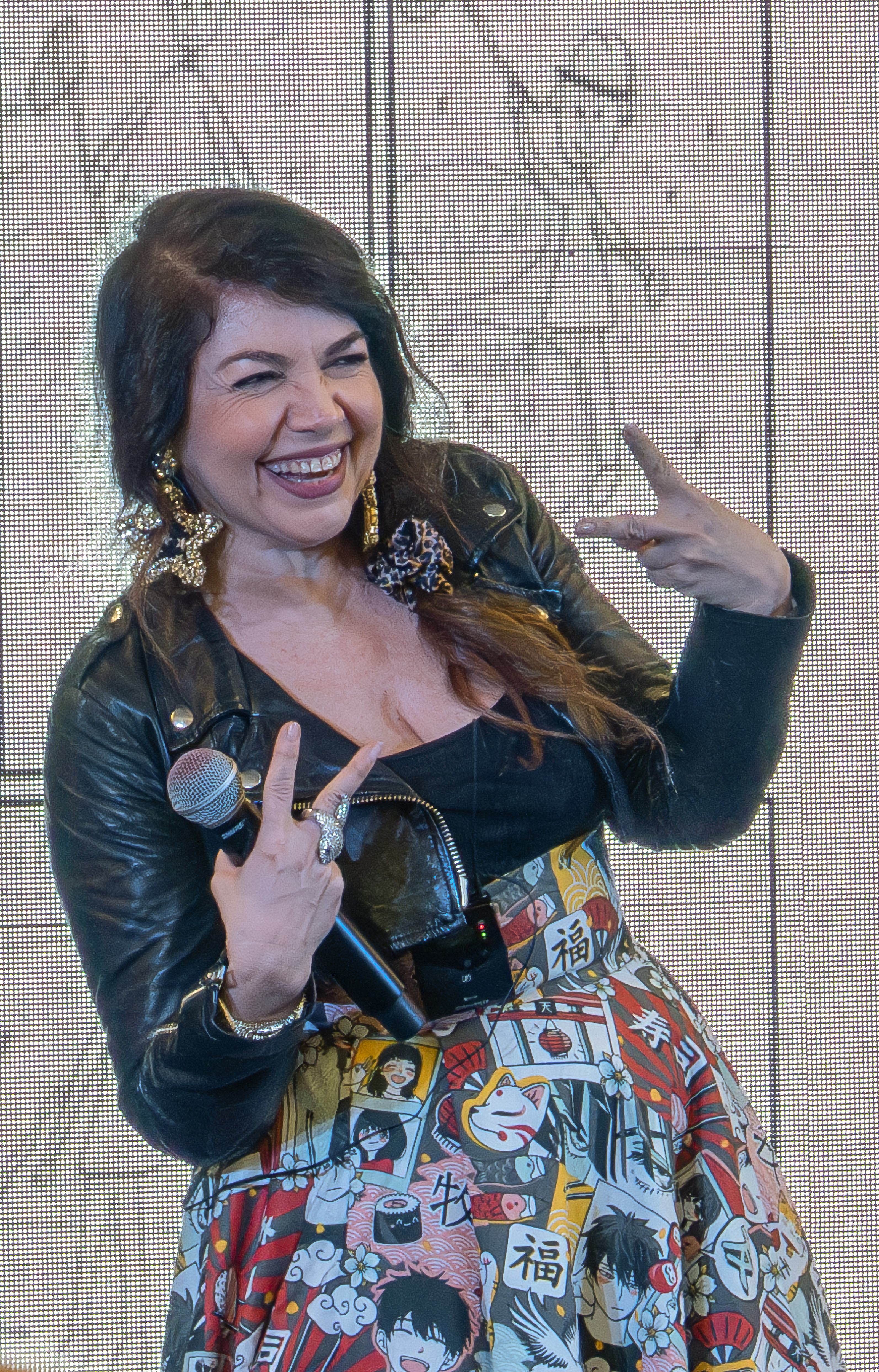
Cristina D'Avena.

La chanson pour enfants, toujours représentée dans la musique folklorique à l’intention du grand public italien prend son essor en 1959 avec le lancement du concours de chant Zecchino d'oro. En outre, les génériques musicaux d’émissions de télévision pour enfants jouissent d’une grande popularité. Les principaux titres à succès sont Carletto de Corrado, numéro un en Italie en 1982 et plus récemment le succès international Il pulcino Pio, numéro un en Italie en 2012. Le Piccolo Coro dell'Antoniano et Cristina D'Avena sont spécialisés dans les chansons pour enfants.

#### Rock italien, rock prog et punk
Le rock arrive en Italie dans la seconde moitié des années 1950, avec des disques et des films à succès influencent les jeunes, déclenchant une importante fracture générationnelle. Au milieu d'une pléthore d'imitateurs, des artistes novateurs comme Mina et Adriano Celentano émergent ouvrant la voie aux Urlatori. Dans les années 1960 le rock se propage à travers la vague beat, ce qui conduit à la création de nombreux nouveaux groupes, dont certains dans les années 1970, se tournent vers le rock progressif. Le rock progressif italien basé sur des modèles britanniques est soucieux de son indépendance stylistique. Les groupes les plus importants sont Premiata Forneria Marconi et Banco del Mutuo Soccorso. Suit le punk et le rock satirique rock demenziale. Dans les années 1980, la new wave atteint l'Italie. Depuis 1982, Vasco Rossi « incarne » la musique rock italienne. À partir des années 1990, le rock italien épouse les tendances internationales.
En 2021 le groupe rock Måneskin remporte la 71e édition du festival de Sanremo avec la chanson Zitti e buoni (traduction littérale : Taisez-vous et soyez sages) et le 22 mai 2021 remporte avec la même chanson le concours Eurovision de la chanson 2021, retransmis depuis Rotterdam aux Pays-Bas.

#### Metal italien

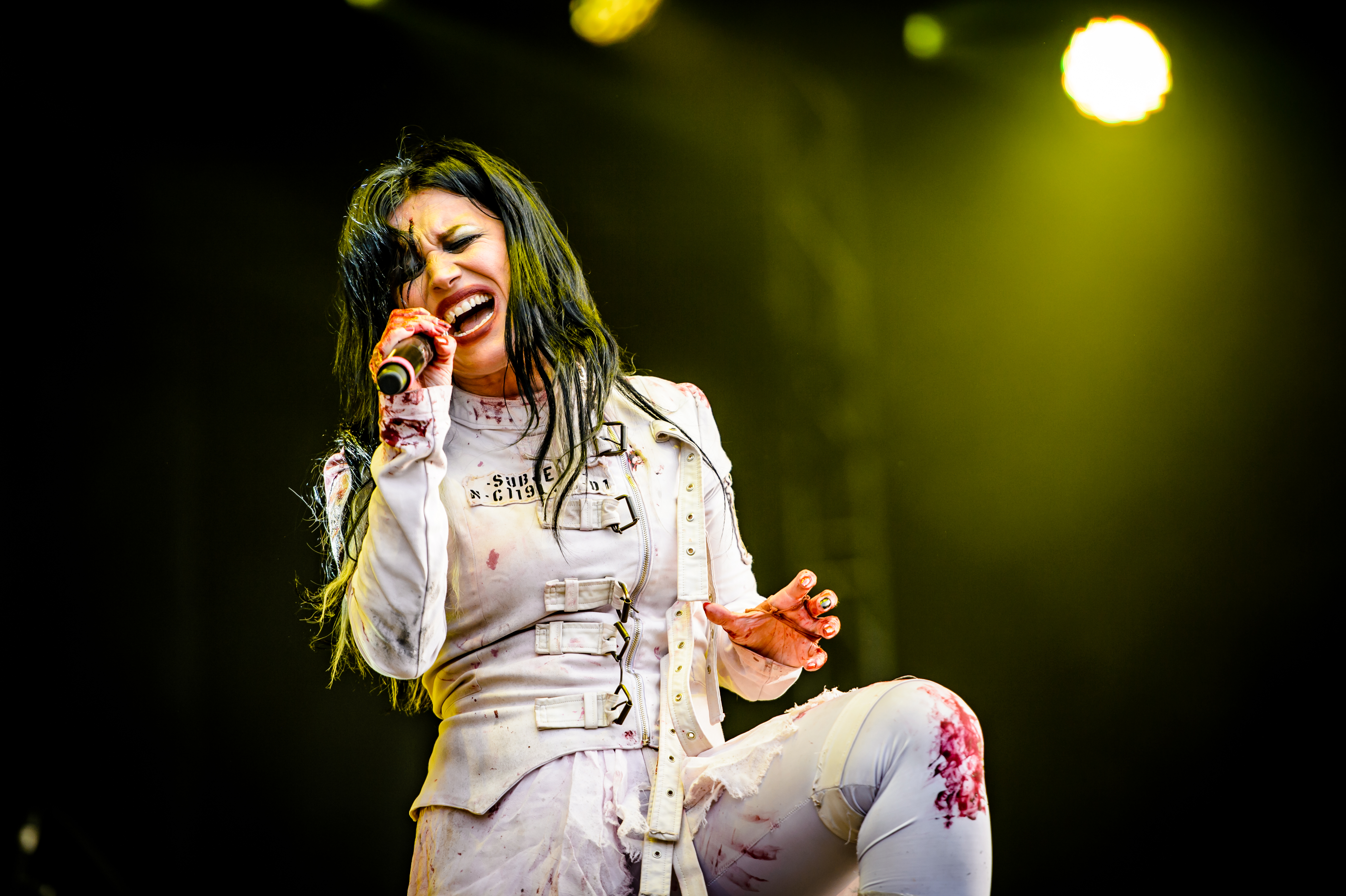
Cristina Scabbia du groupe Lacuna Coil en 2017.

Le genre Metal émerge en Italie au cours des années 1980. Les premiers représentants sont Death SS et les groupes de thrash, Bulldozer et Necrodeath. Les années 1990 sont celles du  death metal, comme le groupe Hour of Penance, avec l'apparition dans le metal de la musique classique. Les sons d'opéra avec des éléments gothiques sont influents, notamment avec Rhapsody of Fire ou Opera IX, mais aussi dans le groupe de métal italien le plus connu, Lacuna Coil.Dès le début, le métal n'attire pas l'attention des médias italiens. En conséquence, l'anglais reste la langue dominante au profit d'un public international, seul le groupe italien Linea 77 rend le Metal de langue italienne plus populaire. Malgré une scène active et le festival Gods of Metal qui est organisé depuis 1997, le genre reste un phénomène de niche ignoré des médias grand public. Ce n'est qu'en 2018, avec l'admission dans le jury de Cristina Scabbia, chanteuse du groupe Lacuna Coil, dans l'émission de casting The Voice of Italy, que le genre Metal se révèle au grand public.

#### Hip-hop italien
Le mouvement Hip-hop italien émerge en Italie au milieu des années 1990, et popularisé cette même décennie avec l'éclosion de rappeurs comme Jovanotti, Bassi Maestro et Frankie Hi-NRG MC et de groupes de rap comme Radical Stuff, Sangue Misto, Articolo 31, Porzione Massiccia Crew et Club Dogo. Entre 1989 et 1992, le hip-hop s'est répandu principalement parmi les jeunes des centres sociaux, l'italien devenant de plus en plus important et il a été fortement influencé par la critique politique et sociale. Dans les années 1990, le genre devient un phénomène de masse en Italie, atteignant le grand public, augmentant sa commercialisation et diminuant le contenu politique. Tout en restant continuellement inspiré par les rappeurs d'outre-Atlantique, le rap italien élabore progressivement sa propre personnalité, oscillant entre revendications sociopolitiques, messages positifs ou festifs et tentation commerciale. Il est généralement admis que le rap fait partie du mouvement culturel plus général dit hip-hop. Dans les années 2000, le rap italien trouve une croissance commerciale significative avec le lancement médiatique de nombreux rappeurs, la naissance de nombreuses compétitions de freestyle et vidéo sur Internet.

#### Dance et techno
Les premiers précurseurs d'dance atteignent l'Italie au milieu des années 1970 avec le disco, qui a donné naissance à l'Italo disco, succès international, succédant ainsi au pionnier de l'Eurodance, Giorgio Moroder. Il se popularise significativement durant les années 1980 en Italie et dans le reste de l'Europe. Le genre atteint un pic de popularité entre 1983 et 1988 et disparaît vers 1989. Dans les années 1990, la dance italienne a explosé avec des groupes tels que Black Box et DJ Dado. Au tournant du millénaire, Gigi D'Agostino (L'amour toujours), Eiffel 65 (Blue) et Prezioso ont connu un succès international avec la musique mélodique. Elle a influencé d'autres styles de musique électronique, comme l'Italo house, l'Italo dance, l'Eurobeat ou l'Eurodance. L'Italo disco connaît un renouveau au cours des années 2000, avec la publication de plusieurs compilations consacrées au genre.

#### Reggae italien
Le premier représentant italien du Reggae est probablement le groupe Africa Unite, fondé en 1981. Après cela, le style musical se répand dans toute l'Italie. Comme dans le hip-hop, vers 1990 les centres sociaux jouent un rôle important, les jeunes se rassemblant en leur sein pour s’engager politiquement et socialement dans les nouveaux genres musicaux. Les formations remarquables sont 99 Posse et Almamegretta. La Sicilienne Alborosie mène une carrière internationale, comme plus récemment le groupe Boomdabash. La particularité qui distingue la musique reggae produite en Italie au fil des ans est l'évolution dancehall/ragga des divers groupes, combinant les rythmes jamaïcains avec les différents dialectes italiens dont les thèmes abordent la dénonciation sociale, la légalité, l'anti-mafia, la légalisation du chanvre et le respect de la différence.

#### Musique de film
Dans la première moitié du XXe siècle, les compositeurs classiques comme Ildebrando Pizzetti ou Pietro Mascagni chargés de faire des musiques de films sont remplacés par des compositeurs contemporains comme Goffredo Petrassi et Bruno Maderna. Dans l'entre-deux-guerres, cependant, les bandes sonores deviennent populaires faisant connaître des compositeurs comme Cesare Andrea Bixio et la musique folklorique. Certains compositeurs n'ont commencé à se spécialiser dans la musique de film que lors de la seconde partie du XXe siècle, comme Alessandro Cicognini, Giovanni Fusco, Mario Nascimbene, Carlo Rustichelli et Rossellini suivis par Piero Piccioni, Armando Trovajoli, Piero Umiliani, Riz Ortolani et les deux compositeurs italiens les plus influents du film italien Nino Rota et Ennio Morricone. Parmi les derniers représentants de la musique de film italienne figurent Stelvio Cipriani, Pino Donaggio, Luis Bacalov et Nicola Piovani.

#### Jazz
En Italie, même avant la Seconde Guerre mondiale, les big bands ont un répertoire dominé par le jazz. Le genre reste toutefois un phénomène marginal jusqu’à ce qu’il perce dans les années 1970 grâce à de grands festivals de jazz comme Umbria Jazz qui font découvrir le genre aux jeunes générations. Grâce à la participation de Giorgio Gaslini, considéré comme le « père du jazz italien moderne », le genre trouve sa place dans les conservatoires italiens des années 1960. De nombreux musiciens de jazz italiens réussissent à percer à l'étranger. Les festivals de jazz attirent le public et des participants internationaux. Les principaux musiciens de jazz italiens sont Enrico Rava, Enrico Pieranunzi, Paolo Fresu et Antonello Salis.
La critique musicale Paola De Simone présente Estate de Bruno Martino, devenue un standard de jazz international, comme la « chanson italienne célèbre dans le monde entier qui n'est ni Nel blu dipinti di blu ni 'O sole mio ».

## Aspects économiques
Au milieu du XIXe siècle, parallèlement à l’émergence de la musique populaire, une édition musicale professionnelle s’est développée, notamment à Naples. Les premiers labels s'installent à Naples. Au début des années 1930, le label national Cetra est fondé. Celui-ci fusionne avec Fonit pour devenir Fonit Cetra et acquis par Warner dans les années 1990. Dans les années 1980, d'autres grandes maisons de disques italiennes sont absorbées par des sociétés internationales. À quelques exceptions près, le marché de la musique italienne reste entre les mains des principaux labels qui fusionnent en 1992 dans la Federazione Industria Musicale Italiana. Après ses débuts napolitains, la suprématie économique du Nord Italie fait que l'industrie musicale italienne se concentre à Milan.
En 2016, l'industrie musicale italienne est la 9e en importance au monde et la 4e en Europe, avec une valeur marchande de 238,90 millions d'euros, les productions nationales représentant 50 % du marché. Le marché de la musique numérique, a commencé à gagner du terrain en Italie à partir de 2004 grâce à Telecom Italia et iTunes, atteignant en 2017 39 % du marché national en raison de l'écoute de la musique en streaming.
En Italie, l'administration du droit d'auteur est réalisée par une société de gestion collective la Société italienne des auteurs et éditeurs (SIAE), dont le monopole est menacé par l'importance croissante du marché numérique, ainsi que par les directives européennes. Les recettes les plus importantes proviennent de la télévision, suivie de la radio et des disques.

## Musique italienne en dehors de l'Italie
L'Italie est connue à l'étranger pour sa musique, notamment pour l'opéra et la musique de salon, principalement cultivée dans la péninsule italienne par la bourgeoisie. L'émigration met en évidence la musique populaire napolitaine dans le monde comme « le stéréotype de la musique italienne ». Enrico Caruso qui a connu le succès aux États-Unis entre 1911 et 1921 est l'une des premières stars internationales italiennes.

### Musique de la diaspora
Les émigrants italiens exercent une influence sur les cultures musicales étrangères. Un des premiers genres où les Italiens ont joué un rôle dans la vulgarisation est le bal musette français comme Tony Murena en est un exemple. Nino Ferrer, Caterina Valente et Dalida se produisent en France, Salvatore Adamo, parmi d'autres musiciens se produit en Belgique. La zone principale de la diaspora musicale italienne se forme en Amérique du Nord et du Sud. En Argentine, les immigrants italiens façonnent le tango précoce avec Astor Piazzolla et Angel D'Agostino qui ont des origines italiennes. Aux États-Unis, une vaste scène musicale italienne soutenue également par des radios et des maisons de disques voit le jour. La voix mélodieuse, qui mélange les musiciens italiens avec des styles (afro-) américains, est caractéristique au début du « son Italo ». D'autres, comme Dolly Dawn et Louis Prima, se distinguent par leur forte présence lyrique. La musique folklorique napolitaine s'est développée au sein de la diaspora pour devenir la tradition musicale italienne par excellence et l'utilisation du napolitain est l'une des caractéristiques du répertoire des chanteurs italo-américains. Dans les années 1950, la musique glamour italienne façonne la vie sociale à Las Vegas. Le rock italo-américain débute à la fin des années 1950 avec des groupes tels que The Crests ou The Four Seasons, l'ère Doo-wop, la musique noire et le bel canto italien se rencontrent. Dean Martin, Frank Sinatra, Connie Francis, Mario Lanza, Jerry Vale et Lou Monte figurent parmi les principaux musiciens italo-américains.

### Effet Sanremo
Ce n’est qu’après la Seconde Guerre mondiale que le festival de Sanremo fournit à la musique populaire italienne une plate-forme qui contribue de manière durable à la diffusion de la musique italienne à l’étranger. Le Concours Eurovision de la chanson est une vitrine pour les chansons gagnantes comme en 1958 pour Nel blu dipinto di blu de Domenico Modugno, vendu à plus de 22 millions d'exemplaires dans le monde après la victoire à Sanremo et la troisième place au concours Eurovision. Gigliola Cinquetti obtient aussi un succès international en 1964 après sa victoire à Sanremo et sa participation à l'Eurovision avec Non ho l'età.
Au cours du même festival, la chanson Una lacrima sul viso avec une double interprétation Bobby Solo / Frankie Laine, qui a enregistré une version anglaise de la chanson avec le titre For Your Love. La chanson arrive en finale, mais Bobby Solo est incapable de chanter et interprète celle-ci en playback et est disqualifié. Néanmoins la chanson devient un succès international, atteint la première place pendant neuf semaines consécutives au hit-parade italien. Vendue à plus de trois millions d'exemplaires dans le monde, elle a reçu un disque d'or. Cependant, l’influence internationale du festival de Sanremo s'affaiblit et reste un festival à portée nationale et est rarement regardé à l'étranger. En 1997, l'Italie s'est retirée du concours de l'Eurovision en raison de son manque d'intérêt pour le concours européen. Le retour a lieu en 2011, avec toujours la participation du gagnant de Sanremo.

### Reprises à l'étranger
Contrairement au secteur cinématographique, la musique populaire italienne manque de vedettes internationales à l'exception de certains artistes italo-américains. À partir du festival de Sanremo en 1964, le festival est ouvert aux artistes étrangers afin de l'« internationaliser » en invitant des participants étrangers, notamment Frankie Laine, Paul Anka, Gene Pitney ou Antonio Prieto. Cette ouverture internationale stimule les reprises des succès italiens en langues étrangères, favorisant des échanges réciproques, les succès internationaux sont à leur tour traduits en italien. Certaines chansons italiennes, surtout napolitaines, sont déjà traduites à l'étranger comme Torna a Surriento, 'O sole mio, Santa Lucia,,  Nel blu dipinto di blu repris par Dean Martin, Nelson Riddle et Alan Dale.
Dans les années 1960, des reprises de chansons gagnantes à Sanremo s'exportent en Europe. En 1962, sur le marché britannique, la chanson de Tony Renis  Quando quando quando est reprise par Joe Loss.
En 1964, la chanson Una lacrima sul viso, arrivée en finale à Sanremo a été reprise par d'autres artistes, dont Lucky Blondo dans la version française Sur ton visage une larme, Richard Clayderman, Franck Pourcel, Achille Togliani, Claude Challe et Francis Goya. Elle a également été utilisée par la suite dans plusieurs films, notamment Barcelona de Whit Stillman, Quand j'étais chanteur de Xavier Giannoli et 5×2 de François Ozon.
En 1968 Engelbert Humperdinck atteint avec un A Man Without Love, reprise de  Quando me innamoro d'Anna Identici et des Sandpipers la troisième place dans les charts britanniques et Tom Jones avec Help Yourself reprise de  Gli occhi miei de Dino et Wilma Goich atteint la 5e place. L'un des plus grands succès est You Don’t Have to Say You Love, reprise de Io che non vivo de Pino Donaggio interprété successivement par Dusty Springfield, Elvis Presley et Jerry Vale Cilla Black a atteint le sommet des charts britanniques avec  You're My World (Il mio mondo d'Umberto Bindi) et le groupe Amen Corner en 1969 avec Half as Nice reprise d'Il paradiso de Lucio Battisti. En outre, certaines compositions italiennes sont intégrées dans des bandes sonores de films comme en 1962 le thème Concerto Disperato d'Angelo Francesco Lavagnino interprété par Nini Rosso dans le film Héros sans retour, la reprise de Ken Thorne et son orchestre atteint la 4e place des charts. ou ceux de Riz Ortolani dans Cette chienne de vie repris par Perry Como ou Kai Winding. You Don't Have to Say You Love Me est l'adaptation anglaise, par Vicki Wickham et Simon Napier-Bell, de la chanson italienne Io che non vivo (senza te) ecrite par Vito Pallavicini et composée par Pino Donaggio présentée à la 15e édition du festival de Sanremo (1965) par Pino Donaggio et Jody Miller. Reprise en anglais par Dusty Springfield en 1966, la chanson atteint la 1re place du classement des singles du Royaume-Uni et la 4e place du Hot 100 de Billboard aux États-Unis. La version anglaise a été reprise par de nombreux artistes, parmi lesquels Elvis Presley (no 11 aux États-Unis et no 9 au Royaume-Uni en 1970—1971). En 1966, la chanson a également été reprise en français par Richard Anthony sous le titre de Jamais je ne vivrai sans toi.
Le succès des reprises reste limité aux années 1960 et n'a pas d'influence durable sur les marchés étrangers. Néanmoins, en 2018, le succès de diffusion par Netflix de la série La casa de papel, dont les héros ont choisi la chanson comme chant de ralliement, fait découvrir Bella ciao à un large public qui désigne souvent le titre comme « la chanson de La casa de papel ». La même année, Maître Gims, Slimane, Vitaa et Dadju sortent une reprise française de la chanson, critiquée pour ses paroles sans rapport avec le texte original, un chant de résistants italiens. Cette adaptation prend la première place des ventes de single en France et devient un hymne à la résistance dans le monde.

### Influence sur la chanson francophone
Le Chaland qui passe est l'adaptation en français par André de Badet de la chanson italienne, Parlami d'amore, Mariù de Cesare Andrea Bixio et Ennio Neri, chantée par Vittorio De Sica dans le film Les Hommes, quels mufles ! (1932). Le texte français de la chanson interprétée par Lys Gauty en 1933 ne traduit pas la chanson italienne. En 1934, les distributeurs du film L'Atalante de Jean Vigo décident de renommer le film Le Chaland qui passe afin de profiter du succès de la chanson. La chanson est reprise dès 1934 par Tino Rossi et est interprétée également par Odette Barancey, Patachou, Suzy Delair, Juliette Gréco.
Bambino le premier grand succès de Dalida est la version française de la chanson napolitaine Guaglione créée en 1956. Les paroles de la chanson en français sont écrites par Jacques Larue, enregistrée par Dalida, dans l'album Son nom est Dalida. La chanson, diffusée abondamment sur Europe 1, s'écoule à plus de 300 000 exemplaires. La chanson est reprise, entre autres, par Plastic Bertrand (1978) et Amanda Lear dans son disque With Love (2006). En 2006, Bambino est également reprise par Jean Dujardin dans le film OSS 117 : Le Caire, nid d'espions, dans une version parodique en arabe, avec une orchestration d'oud. En 2010, la chanson est reprise par Faudel dans l'album Bled Memory et par Dany Brillant dans son best-of latin-dance. Au total, le titre Bambino aurait été diffusé sur 40 millions de disques.
En 1964, la chanson Una lacrima sul viso est reprise par Lucky Blondo dans la version française Sur ton visage une larme, Richard Clayderman, Franck Pourcel, Achille Togliani, Claude Challe et Francis Goya. Elle est également utilisée par dans les films Quand j'étais chanteur de Xavier Giannoli et 5×2 de François Ozon.
Siffler sur la colline chantée par Joe Dassin est l'adaptation française d'Uno tranquillo, de Riccardo Del Turco. Elle est diffusée en boucle sur les ondes notamment de France Inter lors des grèves de mai 68. La ritournelle du refrain est le titre de la bande dessinée de Fabcaro Zaï zaï zaï zaï qui brocarde la société de consommation en décrivant le road movie du héros traqué pour avoir oublié sa « carte du magasin ».
Ma bonne étoile, toujours chantée par Joe Dassin, est une reprise de la chanson italienne Non illuderti mai, interprétée par Orietta Berti dont le texte est adapté en français par Pierre Delanoë. Sorti en single en 1968, Ma bonne étoile s'est classée no 1 des ventes en France durant cinq semaines entre fin 1968 et début 1969, s'écoulant à plus de 300 000 exemplaires. Dans la même verve, Le Petit Pain au chocolat est une reprise de la chanson italienne Luglio, initialement interprétée par Riccardo Del Turco dont le texte est adapté en français par Pierre Delanoë. Sorti en single en 1968, Le petit pain au chocolat s'est classé 2e en Belgique francophone et en France, où il s'est écoulé à plus de 400 000 exemplaires.
Salut, une des plus célèbres chansons de Joe Dassin sortie en single en 1976, est une adaptation française, par Pierre Delanoë et Claude Lemesle, de la chanson italienne Uomo dove vai de Toto Cutugno, qui est auteur ou a collaboré à de nombreux succès adaptés en français chantés par Joe Dassin comme L'Été indien (1975), Et si tu n'existais pas (1976), Il était une fois nous deux (1976), Le Jardin du Luxembourg (1976), Et l'amour s'en va (1977), Qu'est-ce que tu fais de moi ? (1978), Côté banjo, côté violon (1979) ou Michel Sardou, En chantant (Cantando), Musica (1981) ; Dalida, Laissez-moi danser (Voglio l'anima, Femme est la nuit ; Hervé Vilard, Nous (Donna mia de Hervé Vilard (1983), Reviens (Il cielo è sempre un po' più blu), Méditerranéenne (L'italiano) ; Gérard Lenorman, Voici les clés (Nel cuore nei sensi); Johnny Hallyday, Derrière l'amour (Dietro l'amore) (1976).

### Entre Italo disco, Italo pop et opéra

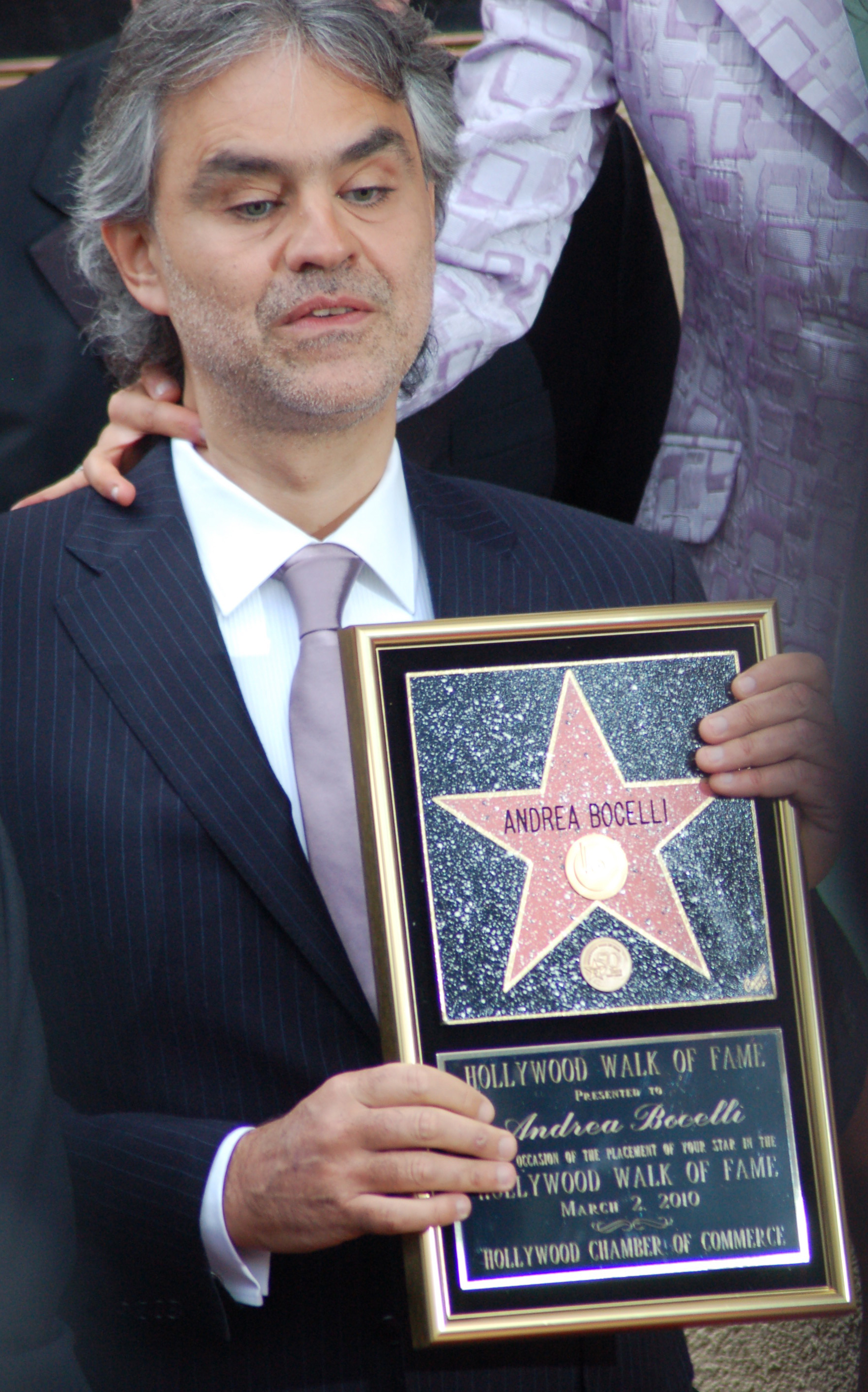
Andrea Bocelli reçoit son étoile sur le Walk of Fame à Hollywood en 2010.

L'attention internationale est principalement consacrée à deux formes de musique populaire italienne, l'italo disco et le pop mélodique de Sanremo, appelé « italo pop ». À la suite de la vague disco, le style devient populaire en Italie à la fin des années 1970. Pour des raisons de marketing, le producteur allemand Bernhard Mikulski a inventé le nom « italo disco », qui s'est répandu sous l’effet des groupes italiens comme La Bionda. Des groupes comme Righeira et Baltimora ont du succès à l'étranger et des producteurs et chanteurs comme Giorgio Moroder, Raf, Sabrina avec Boys, font une percée dans ce genre. La caractéristique de la réception de l'italo disco à l’étranger est le fruit de la distribution de compilations regroupant divers interprètes interprétant chacun un seul morceau. Le son italo-disco tente de répondre aux attentes du public avec des éléments « typiquement italiens », même si, par ses racines, il ne peut pas être considéré comme authentique. Au tournant du millénaire il s'est transformé en « italo dance » international.
L'« italo pop », musique pop mélodieuse n'a attiré que peu d'attention en dehors de l'Italie à l'exception de Paolo Conte en Allemagne et en France. Contrairement à l'italo disco, la réception de l'italo pop est centrée sur les interprètes et les chansons individuelles, les représentants du genre réussissant souvent à devenir des stars à l’étranger. La caractéristique du genre est la diffusion de clichés nationaux et régionaux italiens, autour de Ricchi e Poveri et Toto Cutugno (L'italiano), se rapprochant du Schlager dans les pays germanophones,,.

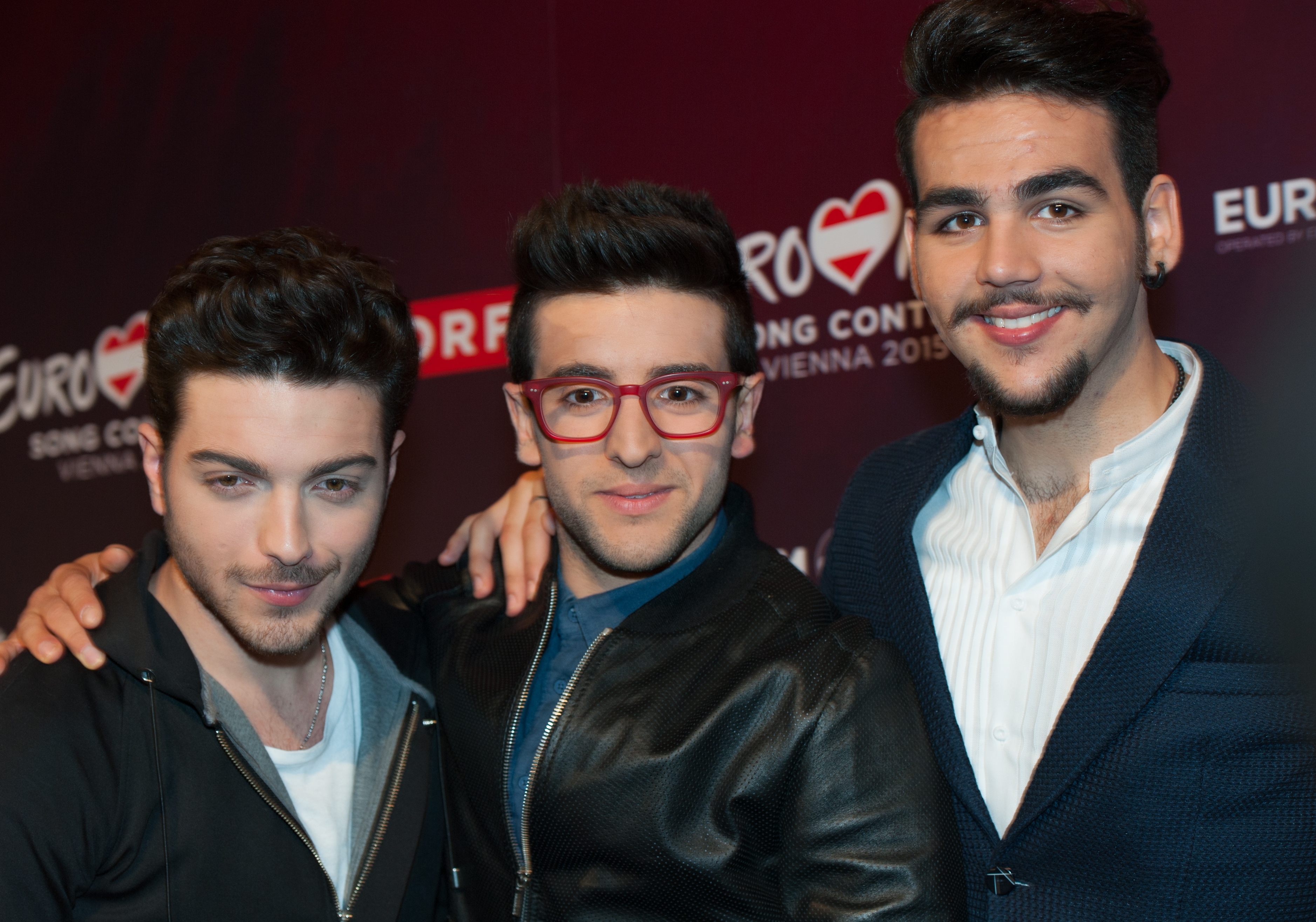
Le trio Il Volo en 2015.

L'opéra a encore une influence sur la musique populaire. Des artistes comme Andrea Bocelli avec Con te partirò présenté en 1995 à Sanremo, puis en duo en anglais avec Sarah Brightman sous le titre Time to Say Goodbye et en France en duo avec Hélène Ségara devient une vedette internationale. Le trio Il Volo, dans le même genre, remporte un vif succès aux États-Unis. En 2015, Grande amore, la chanson lauréate du festival de Sanremo est 3e à l'Eurovision. Dans les pays anglo-saxons, le genre est généralement qualifié d'« opéra pop » et a été rendu populaire, notamment par Luciano Pavarotti.

### Zones de distribution
Le marché de la musique populaire italienne se situe principalement en Europe et en Amérique latine. Des artistes tels que Eros Ramazzotti, Zucchero ou Toto Cutugno, ainsi que des succès individuels tels que Ti amo et Gloria d'Umberto Tozzi, Self Control de Raf ou Nel blu dipinto di blu de Domenico Modugno sont considérés comme couronnés de succès. Des succès géographiques spécifiques sont observés pour les frères Guido et Maurizio De Angelis, connus sous le nom d'art Oliver Onions, qui ont réussi en Allemagne, ou dans toute une série des chanteurs « mélodieux » des années 1980 en Europe de l'Est, notamment Pupo, Drupi ou Riccardo Fogli ainsi qu'Al Bano avec ou sans Romina Power et Toto Cutugno qui ont un succès mondial, Cutugno ayant remporté le Concours Eurovision de la chanson 1990. Mina est aussi connue mondialement ; en Allemagne, elle a du succès avec des succès en allemand, notamment Heißer Sand en 1962 et en 1964, elle a même connu un succès notable au Japon avec le single Suna ni kieta namida. En fait, le Japon a toujours été un marché pour certains chanteurs et groupes italiens, dont Claudio Villa.
Le marché des ventes en Amérique latine et en partie également en Espagne est facilité par la proximité linguistique pour la traduction des paroles et des échanges musicaux. Des chanteurs comme Eros Ramazzotti, Laura Pausini et Tiziano Ferro produisent leurs albums en version espagnole et grâce à un marketing ciblé, connaissent un grand succès. En tant qu’artistes latino-pop, ils peuvent également se positionner plus largement au niveau international, comme Laura Pausini en 2006, avec un Grammy Awards dans la catégorie « Meilleur album pop latin » attribué à Escucha, l'édition espagnole de Resta in ascolto. Avant elle, seul Domenico Modugno avait remporté un « Grammy » en 1958.